# Univers de Mickey Mouse
 (juin 2025).
Si vous disposez d'ouvrages ou d'articles de référence ou si vous connaissez des sites web de qualité traitant du thème abordé ici, merci de compléter l'article en donnant les références utiles à sa vérifiabilité et en les liant à la section « Notes et références ».
L'univers de Mickey Mouse  (Mickey Mouse universe en anglais) est un monde fictif dans lequel sont situées les histoires de Mickey et Minnie Mouse, Donald et Daisy Duck, Dingo et Pluto (familièrement appelés les « Six sensationnels »), ainsi que de nombreux autres personnages qui leur sont liés, dont la plupart sont des animaux anthropomorphes. L'univers trouve son origine dans les courts métrages d'animation Mickey Mouse produits par Disney à partir de 1928, bien que sa première version cohérente ait été créée par Floyd Gottfredson dans le comic strip Mickey Mouse. Des attractions existent également à Disneyland et Tokyo Disneyland, appelées Toontown.
Depuis 1990, la ville où vit Mickey s'appelle généralement Mickeyville dans les bandes dessinées américaines. Dans la continuité moderne, Mickeyville est souvent située dans l'État fictif américain de Calisota, analogue à la Californie du Nord. Cet État fictif a été inventé par le scénariste de bandes dessinées Carl Barks en 1952 comme lieu de localisation de la ville de Donald Duck, Donaldville.
Les personnages sont la chose la plus cohérente de l'univers de Mickey Mouse. Les plus connus incluent Minnie, la petite amie de Mickey, son chien Pluto, ses amis Donald, Dingo, Horace Horsecollar, Clarabelle Cow et son ennemi Pat Hibulaire. Certaines productions Disney intègrent des personnages des longs métrages d'animation de Disney, comme Gai, gai, baignons-nous (1946), dans lequel Figaro de Pinocchio apparaît comme le chat de Minnie (devenant son animal de compagnie récurrent dans plusieurs productions), Le Noël de Mickey (1983) et, de manière plus extensive, La Maison de Mickey (2001-2003).
Bien que les croisements entre l'univers de Mickey Mouse et celui de Donald Duck aient été rares, les deux univers se chevauchent. Les personnages de l'univers de Donald Duck font des apparitions occasionnelles dans l'univers de Mickey Mouse et vice versa.
Le terme « univers de Mickey Mouse » n'est pas officiellement utilisé par la Walt Disney Company, mais il a été employé par l'auteur de bandes dessinées Disney et historien de l'animation David Gerstein (en). La Walt Disney Company utilise généralement des termes tels que Mickey & Friends ou Mickey & the Gang pour désigner la franchise des personnages.

## Développement de la continuité
L'univers de Mickey Mouse trouve essentiellement son origine avec les débuts de Mickey lui-même dans Plane Crazy (1928). Bien que les histoires de Mickey incluent le personnage de Pat Hibulaire, créé en 1925, le monde dans lequel vit Mickey possède une continuité largement indépendante des films précédents. Une exception à cela fut la réintroduction d'Oswald le lapin chanceux en 2010 avec la sortie d'Epic Mickey.
En 1930, Disney lance un comic strip Mickey Mouse qui élargit considérablement le monde de Mickey. Les histoires deviennent alors une œuvre de fiction collaborative avec des scénaristes travaillant dans différents médias et différents pays. Cela cause parfois des incohérences de continuité. Par exemple, alors que Mickey et ses amis vivent principalement dans le même cadre contemporain, ils apparaissent parfois dans des décors exotiques, y compris des périodes historiques (Le Brave Petit Tailleur, Les Années 90) et des films fantastiques (Fantasia, Coquin de printemps).
Les scénaristes de bandes dessinées expliquent cette incohérence en présentant les personnages comme de « vrais » personnages de dessins animés employés par Disney en tant qu'acteurs. Walter J. Ong, dans ses recherches culturelles sur Mickey Mouse et l'américanisme, partage également cet avis. En bref, les personnages sont plus humains, présentant moins de traits animaux dans leurs caractéristiques. Cette compréhension des personnages menant des vies séparées fut bien accueillie par Walt Disney. Interrogé pour savoir si Mickey et Minnie étaient mariés, Disney répondit que les souris étaient effectivement mariées dans leur « vie privée », mais qu'ils apparaissaient parfois comme petit ami et petite amie pour les « besoins à l'écran ». De plus, dans le film de propagande de la Seconde Guerre mondiale The New Spirit (1942), Donald Duck remplit sa déclaration d'impôt sur le revenu et indique sa profession comme « acteur », et le film Les Trois Mousquetaires (2004) comprend un bonus DVD où les personnages se remémorent leur expérience du tournage du long métrage.
L'historien de l'animation David Gerstein (en) a noté que bien que les personnages apparaissent dans des décors différents et changent parfois même de noms (Le Noël de Mickey), ils restent eux-mêmes et se comportent de manière cohérente avec leur nature.
Initialement, les bandes dessinées Disney étaient produites aux États-Unis. Au fil des ans, la demande pour ces bandes dessinées devint si intense que des histoires furent créées aux États-Unis exclusivement pour la consommation étrangère. Disney a concédé sous licence ses personnages à des éditeurs étrangers. En conséquence, de nombreuses histoires de bandes dessinées Disney ont été créées par des auteurs européens ou latino-américains, entraînant davantage d'incohérences de continuité et des variations locales des univers de Mickey Mouse et de Donald Duck. Certains personnages sont devenus plus populaires à l'étranger qu'aux États-Unis, tandis que d'autres sont apparus et ont été utilisés uniquement dans des histoires étrangères.
Généralement, les films de la série Mickey Mouse sont destinés au divertissement. Contrairement aux histoires traditionnelles comme les Fables d'Ésope, l'animation Disney n'hésitent généralement pas à inclure des scènes pour adultes. Dans Vacances à Hawaï (1937), Dingo est montré dans une scène où il est dans une tombe. Disney a prévu un rire musical après le film. Ce choix de scénographie peut être vu comme une signature de sa volonté de se concentrer sur le divertissement.

## Lieux

### La ferme de Mickey
Dans Plane Crazy (1928), la première histoire produite de Mickey Mouse, il est vu dans une ferme. Dans ses premiers films, Mickey est dans un cadre rural, mais le plus souvent dans une ferme. Ce cadre est présenté de manière succincte dans les premières phrases d'un des premiers livres d'histoires de Mickey :
« Cette histoire parle de Mickey Mouse qui vit dans un nid douillet sous le plancher de la vieille grange. Et elle parle aussi de son amie Minnie Mouse dont la maison est cachée en toute sécurité, douce et chaude, quelque part dans le poulailler. »
Dans la bande dessinée Mickey Mouse, la ferme de Mickey était très probablement située dans le Midwest américain, comme l'indiquent les commentaires des personnages disant être arrivés « à l'ouest » dans la vallée de la Mort et devoir retourner « à l'est » pour affaires, etc. Ce cadre rural reflétait l'enfance de Walt Disney dans le Missouri et, comme Disney, Mickey finit par déménager en ville, bien qu'il n'oublie jamais ses racines. Mickey fait parfois référence à sa vie « à la ferme ».

### Mickeyville
Mickey apparait dans un cadre urbain dès 1931 dans le court métrage Mickey et les Embouteillages où il travaille comme chauffeur de taxi. La ville de Mickey n'avait pas de nom jusqu'en 1932, lorsque l'histoire Le grand cambriolage de l'orphelinat l'identifie comme Silo Center. Certaines histoires de Floyd Gottfredson appelaient simplement la ville Hometown tandis que d'autres histoires de Gottfredson utilisaient le nom Mouseville. Mais le premier nom cohérent pour la ville de Mickey vint dans l'Italie des années 1950, où elle s'appelait Topolinia (de Topolino ou « petite souris », le nom italien de Mickey).
En 1990, Disney Comics lance le nouveau comic américain Mickey Mouse Adventures et prévoit initialement d'utiliser le nom Mouseville. Mais en raison de l'utilisation par les dessins animés Super-Souris de l'époque d'une ville appelée Mouseville, le nouveau nom Mickeyville est créé pour la ville de Mickey à la place ; à la fois dans Mickey Mouse Adventures et dans les rééditions contemporaines d'histoires vintage dans Walt Disney's Comics and Stories (1991-93). Les éditeurs ultérieurs Gemstone et l'actuel Boom! Studios ont commencé à utiliser Mickeyville à partir de 2003. Entre-temps, Gladstone (1993-99) laissait généralement la ville de Mickey sans nom, ou - très rarement - la référençait comme Donaldville, mieux connue comme la ville natale de Donald Duck).
L'emplacement de Mickeyville en Calisota et son positionnement par rapport à Donaldville (les villes n'étant pas loin l'une de l'autre) ont fait l'objet de spéculations très tôt, mais ont généralement été traités de manière cohérente dans les publications américaines à partir de 2003.
Dans les bandes dessinées Disney publiées par Egmont (Scandinavie) et Abril (Brésil), Mickey vit à Donaldville - même si Mickey et Donald ne font équipe que rarement dans des aventures de bandes dessinées partagées. La même tradition s'étend aux bandes dessinées Disney publiées en Allemagne par la subdivision d'Egmont Ehapa (Donaldville s'appelle Entenhausen en allemand), bien que les bandes dessinées allemandes aient mentionné des équivalents possibles de Mickeyville comme villes ou villages voisins : Mausdorf (« village de souris » en allemand) et Mäuslingen (équivalent allemand de « Mouseville »).
En Allemagne, aux Pays-Bas, au Brésil et en Scandinavie, la tradition locale veut que la ville natale de Mickey soit simplement un quartier différent de Donaldville. Dans les parcs à thème Disney, Toontown, inspiré de Roger Rabbit, un quartier de Los Angeles spécifiquement pour les personnages de dessins animés, est présenté comme la maison de Mickey.
Dans l'animation, Mickeyville est mentionnée dans la série reboot La Bande à Picsou, où l'un des personnages, Lily Bouillotte, est diplômé de la Mouseton School of Business (Mouseton est le nom anglais de Mickeyville), l'endroit apparaissant brièvement dans l'épisode La ballade de Duke Baleineau lors de la présentation de Bouillotte.

### Continuité hors Mickeyville

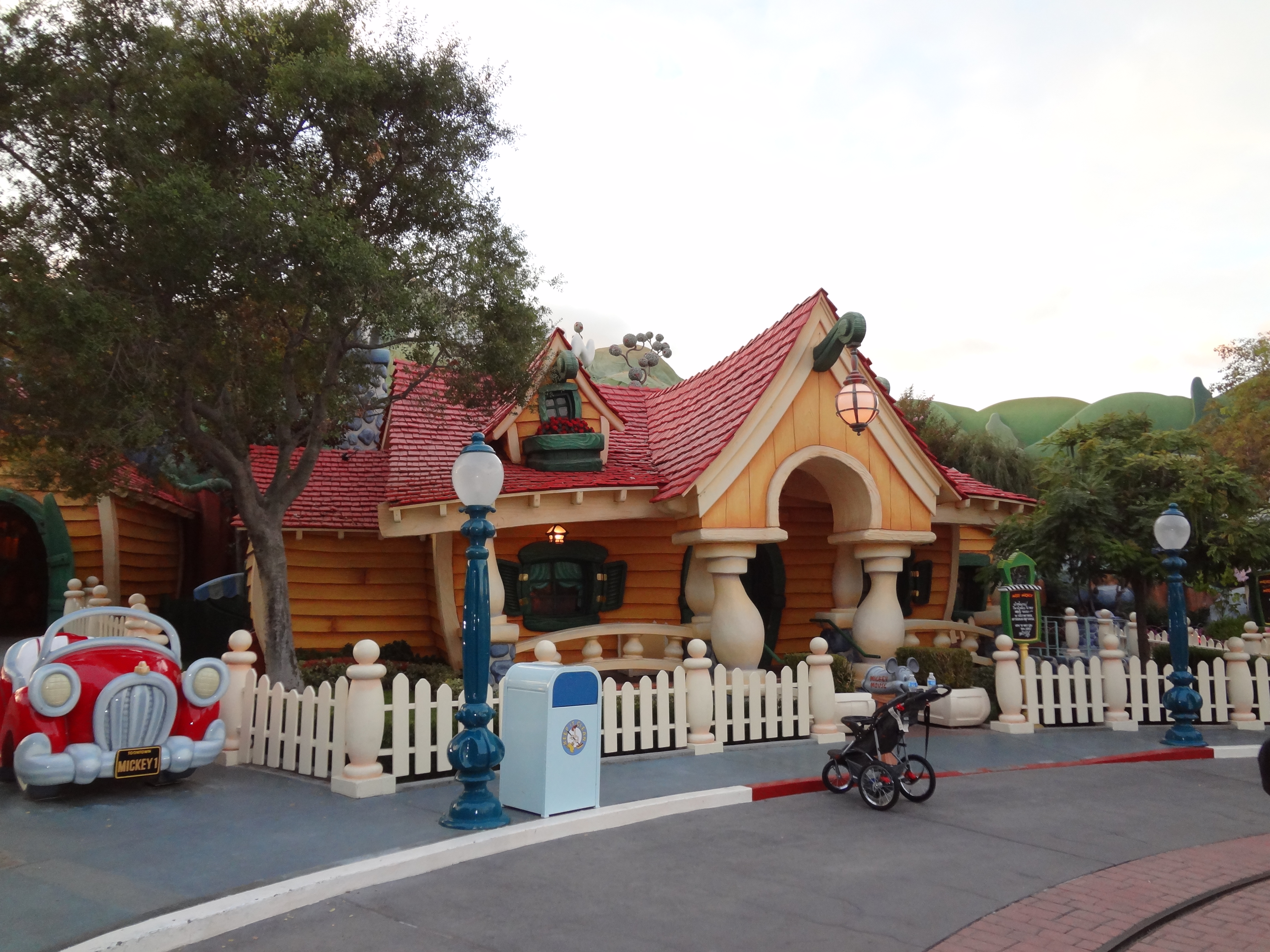
La maison de Mickey telle que montrée à Toontown dans les parcs Disney.

Dans certains communiqués de presse et magazines Disney des années 1920 et 1930, Mickey était décrit comme vivant à Hollywood - même si le cadre rural des dessins animés et bandes dessinées réels avait peu en commun avec le vrai Hollywood.
Dans le film Le Voyage de Mickey (1940), Mickey et Pluto vivent dans la ville réelle de Burbank en Californie, siège des Walt Disney Studios.
Dans la série Kingdom Hearts, les personnages de Mickeyville et Donaldville vivent dans un royaume appelé « Disney Town ».
Les Walt Disney Parks and Resorts ont modélisé la ville natale et le lieu de naissance de Mickey comme Mickey's Toontown. Des projets d'animation modernes font également parfois référence à Toontown.
Dans la série télévisée La Bande à Dingo (1992-1993), Dingo et Pat Hibulaire vivent dans la ville fictive de Loufoqueville (Spoonerville). Elle apparaît également dans le jeu vidéo du même nom de 1993 et dans les deux films basés sur la série : Dingo et Max (1995) et Dingo et Max 2 : Les Sportifs de l'extrême (2000). Selon la carte que Dingo tient dans Dingo et Max, la ville est située dans l'Ohio.
Dans la série télévisée Mickey et ses amis : Top Départ ! (2017-2021) et La Maison magique de Mickey (2021-en production), les personnages vivent dans la ville fictive de Hot Dog Hills (dont le nom fait référence aux premiers mots prononcés par Mickey dans le court métrage de 1929 The Karnival Kid : « Hot Dog ! »).

## Protagonistes

### Mickey Mouse
Mickey Mouse est une souris anthropomorphe le plus souvent vêtue de gants, d'un short rouge et de chaussures jaunes. Bien que doté d'une personnalité généralement modeste et agréable, il est souvent un personnage enthousiaste et déterminé, cherchant de nouvelles aventures, du plaisir et des mystères. Il sert souvent de leader de facto de ses amis. Il est présenté dans le court métrage de 1928 Steamboat Willie.

### Minnie Mouse
Minnie Mouse est la petite amie de Mickey, une souris anthropomorphe généralement présentée comme sa petite amie qui est apparue pour la première fois dans le court métrage de 1928 Steamboat Willie. À l'origine caractérisée comme une flapper , Minnie a souvent joué la demoiselle en détresse de Mickey. Sa profession la plus fréquente dans les premiers dessins animés était musicienne et compositrice.

### Donald Duck
Donald Duck est l'ami colérique de Mickey qui a été présenté pour la première fois dans le court métrage de 1934 Une petite poule avisée. Donald est un canard anthropomorphe qui se met en colère lorsque des personnages se moquent de lui. Il sort avec Daisy Duck et est l'oncle de Riri, Fifi et Loulou.

### Daisy Duck
Daisy Duck est la petite amie de Donald, un canard anthropomorphe généralement présenté comme sa petite amie qui est apparue pour la première fois dans le court métrage de 1940 L'Entreprenant M. Duck. Elle se fâche parfois avec Donald quand il perd son calme. Daisy a un tempérament tout aussi dangereux mais une mine beaucoup plus sophistiquée. Elle est également la meilleure amie de Minnie Mouse.

### Dingo
Dingo est l'ami maladroit, simple d'esprit et bien intentionné de Mickey qui a été présenté pour la première fois dans le court métrage de 1932 Mickey au théâtre. Dingo est un chien anthropomorphe qui est maladroit. Dans certaines histoires, il sort avec Clarabelle Cow tandis que dans d'autres, il est présenté comme un parent célibataire.

### Pluto
Pluto est le chien de compagnie de Mickey Mouse qui a été présenté pour la première fois dans le court métrage de 1930 Symphonie enchaînée, apparaissant plus tard dans Le Pique-nique comme le chien Rover de Minnie et dans le court métrage de 1931 La Chasse à l'élan sous son rôle actuel de chien de Mickey. Contrairement à l'anthropomorphe Dingo, Pluto est un chien normal qui marche sur quatre pattes et parle rarement.

### Clarabelle Cow
Clarabelle Cow est une vache grande et anthropomorphe qui est l'amie de Minnie Mouse et a été introduite dans le court métrage de 1928 Steamboat Willie. Elle est sujette aux commérages et joue occasionnellement le rôle d'une figure parentale bien intentionnée mais inefficace pour Donald Duck. Elle est connue pour sortir à la fois avec Horace Horsecollar et Dingo.

### Horace Horsecollar
Horace Horsecollar est un cheval grand et anthropomorphe qui est l'ami de Mickey Mouse et qui est apparu pour la première fois dans le court métrage de 1929 Mickey laboureur. Il est sujet à la vantardise et aux farces. Avant l'apparition de Donald Duck et Dingo, Horace était l'acolyte habituel de Mickey Mouse. Il est souvent vu comme le petit ami de Clarabelle Cow.

### Oswald le lapin chanceux
Oswald est un lapin noir anthropomorphe qui est apparu pour la première fois dans Trolley Troubles (1927). Il est décrit métalepstiquement comme le demi-« frère » aîné de Mickey dans le jeu vidéo Epic Mickey. C'est une référence au fait qu'Oswald était la principale star de dessins animés de Walt Disney avant la création de Mickey Mouse, bien qu'il ait été la propriété d'Universal Pictures à l'époque. Le retrait de Disney de la série Oswald en 1928 a conduit à la création de Mickey. En 2006, The Walt Disney Company acquiert les droits sur Oswald et l'utilise depuis dans la franchise de jeux vidéo Epic Mickey. Le jeu n'est pas clair quant à savoir si Mickey et Oswald sont frères ; la narration de clôture de Yensid déclare simplement que le magicien espère que les deux héros en viendront à se considérer comme des frères.

## Relations familiales

### Famille de Mickey Mouse

#### Amelia Fieldmouse
Amelia Fieldmouse (née Mouse) (Felicity Fieldmouse en version originale) est la sœur aînée de Mickey et la mère de ses neveux jumeaux Jojo et Michou . Le personnage est apparu pour la première fois lors des débuts en bande dessinée de Jojo et Michou en 1932 : elle y est vieille et n'est pas présentée comme la sœur de Mickey. En effet, Mickey l'appelle « Mme Fieldmouse » comme s'il s'agissait d'une simple connaissance sans lien de parenté, ce qui implique que Jojo et Michou appellent Mickey « oncle » par politesse. L'éditeur danois Egmont Publishing a réutilisé le personnage dans sept histoires publiées entre 2000 et 2008, reconceptualisant certains aspects tout en s'abstenant de déclarer que l'ancien et le nouveau personnage sont les mêmes. Cette nouvelle incarnation a l'air plus jeune et est identifiée comme la sœur de Mickey. Elle s'appelle désormais Amelia, un nom conservé dans la localisation américaine de ces histoires danoises. Dans les notes de production d'Egmont, son mari s'appelle Frank Fieldmouse, bien que le personnage n'ait jamais figuré dans une histoire.

#### Jojo et Michou
Jojo et Michou (Morty and Ferdie Fieldmouse en version originale) sont les neveux jumeaux de Mickey Mouse. Ils sont apparus pour la première fois dans le comic strip Mickey Mouse de Floyd Gottfredson intitulé Les Neveux de Mickey (1932). Depuis, ils sont apparus dans de nombreux strips et histoires de bandes dessinées mettant en scène Mickey Mouse et Pluto. Jojo et Michou étaient initialement représentés portant des chemises, mais sans pantalon ni sous-vêtements. Des pantalons ont été ajoutés plus tard à leur garde-robe.
Michou a disparu du strip Mickey Mouse en 1943 parce que Gottfredson pensait que les neveux se ressemblaient trop. Il avait prévu de ramener Michou plus tard comme une souris intellectuelle, myope, portant un chapeau melon et un manteau, en expliquant son absence par le fait qu'il était parti à l'école. Cependant, Gottfredson n'a jamais réussi à ramener Michou, et Jojo est resté seul dans le strip. Jojo a été occasionnellement représenté avec son meilleur ami nommé Alvin et une petite amie nommée Millie. Tous deux étaient des chiens anthropomorphes. Michou n'a cependant jamais disparu des histoires de bandes dessinées. Ces dernières années, certaines apparitions de Jojo et Michou dans des bandes dessinées les ont dépeints comme des footballeurs (très talentueux) dans l'équipe Riverside Rovers. Leur mère est décrite comme une « maman de foot » encourageante. Jojo & Michou sont aussi occasionnellement opposés à leurs antagonistes Melody, la nièce de Minnie Mouse et les jumeaux démoniaques neveux de Pat Hibulaire, Pierino & Pieretto. Jojo ne doit pas être confondu avec le nom proposé à l'origine pour Mickey Mouse « Mortimer Mouse », ou le rival de Mickey du même nom Mortimer Ratino, ou l'oncle riche éleveur de Minnie, Mortimer. Jojo est un personnage jouable dans le jeu PlayStation 2 Disney Golf.
Dans les livres pour enfants d'avant la Seconde Guerre mondiale produits par Disney, les neveux étaient généralement appelés Jojo et Monty. Des livres antérieurs contiennent trois neveux ou plus avec divers noms, y compris Maisie et Marmaduke.
Dans l'animation, les neveux de Mickey apparaissent pour la première fois dans le film de 1933 Giantland de la série Mickey Mouse, bien que le film montre Mickey avec jusqu'à 14 neveux en même temps. L'année suivante, les neveux réapparaissent dans Gulliver Mickey. Le film suivant, Le Rouleau-compresseur de Mickey, est le premier à montrer Mickey avec seulement deux neveux, que l'on peut supposer être Jojo et Michou, bien qu'ils ne soient pas nommés dans le film lui-même. C'était deux ans après les débuts des jumeaux dans la bande dessinée. Jojo et Michou font également un caméo vers la fin de Constructeurs de bateau de 1938 et réapparaissent en 1983 dans Le Noël de Mickey dans des rôles parlants, bien qu'à des âges différents puisque l'un des jumeaux a pris le rôle de Petit Tim (en). En 1999, ils font un caméo dans le segment en deux parties de Mickey Mania Le Tour du monde en 80 jours, qui a été réutilisé dans La Maison de Mickey. Ils apparaissent également dans l'épisode L'épouvantable Halloween de Mickey de la série Mickey Mouse.

#### Madeline Mouse
Madeline Mouse est la cousine blonde de la ville de Mickey qui est apparue dans Love Trouble, un strip en série qui a été publié du 14 avril au 5 juillet 1941. Bien qu'elle soit décrite comme blonde dans l'histoire elle-même, Madeline a également été coloriée avec une fourrure jaune uni dans certaines impressions de l'histoire.

#### Melinda Mouse
Melinda Mouse (nom italien original Topolinda) est la tante de Mickey Mouse, créée par Romano Scarpa en 1960 pour son histoire Mickey et le collier Chirikawa. Depuis 2004, elle est devenue un personnage récurrent régulier dans les bandes dessinées Disney italiennes.
Melinda est une grande dame âgée avec un long nez et elle s'habille de façon très formelle. Elle porte une paire de boucles d'oreilles, mais ses oreilles sont couvertes par ses cheveux. La couleur des cheveux de Melinda change selon les coloristes, mais dans les histoires récentes, ils apparaissent blonds. Lors de sa première apparition, la jeune Melinda a les cheveux noirs.
Selon Mickey et le collier Chirikawa, Melinda s'est occupée de Mickey quand il était bébé. Mais un jour, un jeune Pat Hibulaire et sa petite amie Gertrude (profitant d'un moment de distraction de Melinda) ont kidnappé le bébé, et Melinda a été obligée d'échanger Mickey contre son collier indien. Des années plus tard, Mickey et son ami Atominus Bip-Bip découvrent la vérité et récupèrent le collier de Melinda pour elle.
C'est une personne charmante et joyeuse, profondément attachée à son neveu Mickey (avec qui elle partage une passion pour les mystères et les enquêtes) mais le souvenir du kidnapping du bébé Mickey lui a fait développer des sentiments de culpabilité et une attitude trop protectrice envers son neveu.

### Famille de Minnie Mouse

#### Marcus Mouse
Marcus Mouse est le père de Minnie. Il apparaît pour la première fois comme fermier dans l'histoire de la bande dessinée Mickey contre Ratino : Minnie en danger !, publiée pour la première fois entre le 22 septembre et le 26 décembre 1930. Il est également apparu dans certaines histoires anglaises du Mickey Mouse Annual des années 1930.

#### Marshal Mouse et Matilda Mouse
Marshal Mouse et Matilda Mouse sont les grands-parents de Minnie.

#### Millie et Melody Mouse
Millie et Melody Mouse sont les nièces jumelles de Minnie Mouse. Minnie a eu une liste incohérente de nièces. En Europe et au Brésil, une seule nièce est le plus souvent représentée, nommée de manière cohérente Melodia (Melody). Elle est une création de Jim Fletcher des studios Disney au milieu des années soixante dont la « tâche » principale semble être de rendre Jojo et Michou fous.
Cependant, dans au moins une autre histoire italienne ou brésilienne, Minnie avait une autre nièce (le fait qu'il s'agisse de la jumelle de Melody ou simplement d'un autre nom pour Melody est inconnu). Aux États-Unis, les nièces jumelles de Minnie sont apparues sous deux noms : Millie et Melody et Pammy et Tammy. Bien que l'auteur de ces bandes dessinées soit inconnu, elles ont toutes deux été dessinées par Paul Murry, qui travaillait rarement avec des personnages portant les mêmes noms même s'ils étaient ostensiblement les mêmes personnages. En Italie, il y a un autre ensemble de nièces adolescentes, Lily & Tiny, qui sont dans leur adolescence. Ces nièces adolescentes n'ont pas encore fait leur apparition dans les bandes dessinées imprimées aux États-Unis.
Il est rapporté qu'un autre nom est attribué dans les bandes dessinées américaines, donnant à la seule nièce de Minnie le nom de Molly. Un autre ensemble de nièces apparaît dans un livre Mickey Mouse des années 1940 comme des triplées s'appelant Dolly, Polly & Molly, tandis qu'une nièce solitaire attribuée à Mickey apparaît dans le dessin animé Gulliver Mickey (1934) nommée Maisie (répertoriée dans Mickey Mouse: His Life and Times (Harper & Row, 1986)).
La seule apparition cinématographique possible d'une nièce est dans Le Noël de Mickey de 1983, où Mickey Mouse, dans le rôle de Bob Cratchit (en), a une fille. Dans ce film, Jojo & Michou sont censés joué les deux fils de Cratchit (dont un comme Petit Tim (en)), et puisque Melody semble être le nom le plus cohérent utilisé pour toute nièce attribuée à Minnie, il est probable que c'était Melody qui a joué le rôle de la fille de Bob Cratchit.
Millie & Melody apparaissent toutes deux dans La Boutique de Minnie (en) sur Disney Junior, et sont doublées par Avalon Robbins (en).

#### Oncle Mortimer
Oncle Mortimer, créé par Walt Disney et Floyd Gottfredson pour la bande dessinée, est l'oncle éleveur de Minnie dont elle hérite d'un domaine. Il est apparu pour la première fois dans l'histoire Mickey dans la vallée infernale (1930). Après cela, il est revenu dans plusieurs autres aventures de la bande dessinée Mickey Mouse des années 1930, dans lesquelles Gottfredson lui a donné une apparence nettement différente. Il est occasionnellement apparu dans des bandes dessinées plus modernes. Il ne doit pas être confondu avec l'un des antagonistes de Mickey, appelé Mortimer Ratino.

#### Autres nièces de Minnie
Minnie Mouse a une variété de nièces en plus de Millie et Melody :
- Angela Mouse (la meilleure amie de Minnie)
- Une nièce bébé sans nom (apparue dans le strip du 26 février 1944 de Bill Walsh)
- Giselle (nièce française apparue dans le strip du 24 novembre 1956 de Bill Walsh)
- Mildred (nièce apparue dans le strip du 15 mai 1955 de Bill Walsh)

### Famille de Donald Duck

#### Riri, Fifi et Loulou
Riri, Fifi et Loulou sont les neveux fauteurs de troubles de Donald qui provoquent sa célèbre colère. Ils sont apparus pour la première fois en 1937.

#### Balthazar Picsou
Balthazar Picsou est l'oncle riche de Donald. Il vit dans la ville de Donaldville et est d'origine écossaise. Il est apparu pour la première fois en 1947.
Il est surtout connu pour plonger dans sa piscine remplie de pièces d'argent, un gag récurrent dans la série La Bande à Picsou.

#### Donald Dingue
Donald Dingue est l'oncle excentrique de Donald qui est un scientifique, conférencier et psychiatre. Il a été introduit en 1961, dans le cadre de l'émission spéciale télévisée NBC de Walt Disney.

### Famille de Dingo

#### Max
Max (Max Goof en version originale, et également Goofy Junior dans les courts métrages des années 1950) est le fils adolescent de Dingo. Il est le protagoniste de la série télévisée La Bande à Dingo (1992-1993) et du long métrage Dingo et Max et sa suite Dingo et Max 2 : Les Sportifs de l'extrême. Il a également fait quelques apparitions dans des bandes dessinées, dont la plupart étaient basées sur la série télévisée.

#### Gilbert
Gilbert (Disney) (Gilbert Goof en version originale) est le neveu de Dingo dans les apparitions de bandes dessinées Disney, et un homologue plus intelligent de Dingo. Il a été créé par Bill Wright (scénario et dessin) et a été introduit pour la première fois dans Four Color # 562 (1954). Il a fait de nombreuses apparitions dans les bandes dessinées des années 1950 et 1960. À un moment donné, il est devenu l'acolyte de Super Dingo, se faisant appeler « Super Gilly » (Super Goof #5 dans The Twister Resisters). Il est depuis apparu dans diverses histoires de bandes dessinées italiennes.

#### Grand-mère Dingo
Grand-mère Dingo est la grand-mère âgée mais énergique de Dingo, qui est apparue pour la première fois dans le comic strip Mickey Mouse en 1944. Elle a fait diverses apparitions dans les histoires américaines de Mickey et Dingo, ainsi que dans des histoires italiennes. Bien que Grand-mère Dingo n'ait pas encore fait une véritable apparition animée, Dingo l'a incarnée dans l'épisode La Visite de la série télévisée Mickey Mouse.

#### Indiana Ding
Indiana Ding (Arizona Goof en anglais, et Indiana Pipps en italien) est un archéologue et un cousin de Dingo, étant une parodie évidente d'Indiana Jones, qui apparaît exclusivement dans les bandes dessinées italiennes. Le personnage a été créé en 1988 par Bruno Sarda (scénario) et Maria Luisa Uggetti (dessin) dans l'histoire Topolino & Pippo in: I predatori del tempio perduto (it) (Topolino no 1724). Indiana a une habitude rare de ne pas utiliser de lits, de portes ou d'escaliers. Au lieu de cela, il dort dans une tente, entre et sort des maisons par les fenêtres et monte les étages par une corde. Indiana est friand d'une marque spécifique de bonbons à la réglisse (la marque s'appelle Negritas dans la version originale italienne, Tuju dans la traduction finnoise), dont il ne voyage jamais sans et est accro au goût, mais que tout le monde trouve horrible. La voiture d'Indiana est une vieille jeep qu'il a affectueusement nommée Jeepette (Gippippa en italien, Jeep + Pippo, le nom italien de Dingo). Indiana a un rival archéologue, le Dr Kranz, qui est cupide et sans scrupules et n'hésite pas à recourir à un comportement criminel. Indiana et Dingo se ressemblent presque, ce qui a été utilisé comme dispositif scénaristique, lorsque Dingo s'est fait passer pour Indiana pour tromper le Dr Kranz. Pour l'aide des lecteurs, il y a une petite différence : Indiana a des poils qui pendent de ses oreilles tombantes, tandis que les oreilles tombantes de Dingo sont lisses.
Indiana Ding a reçu son nom anglais (Arizona Goof) lors de sa première apparition dans une bande dessinée américaine (1991). Dans quelques apparitions en 2005-2006, le personnage a été renommé « Arizona Dipp ». Mais des utilisations plus récentes (Disney Digicomics, 2009-2010) ont restauré son nom anglais traditionnel.

## Antagonistes

### Pat Hibulaire

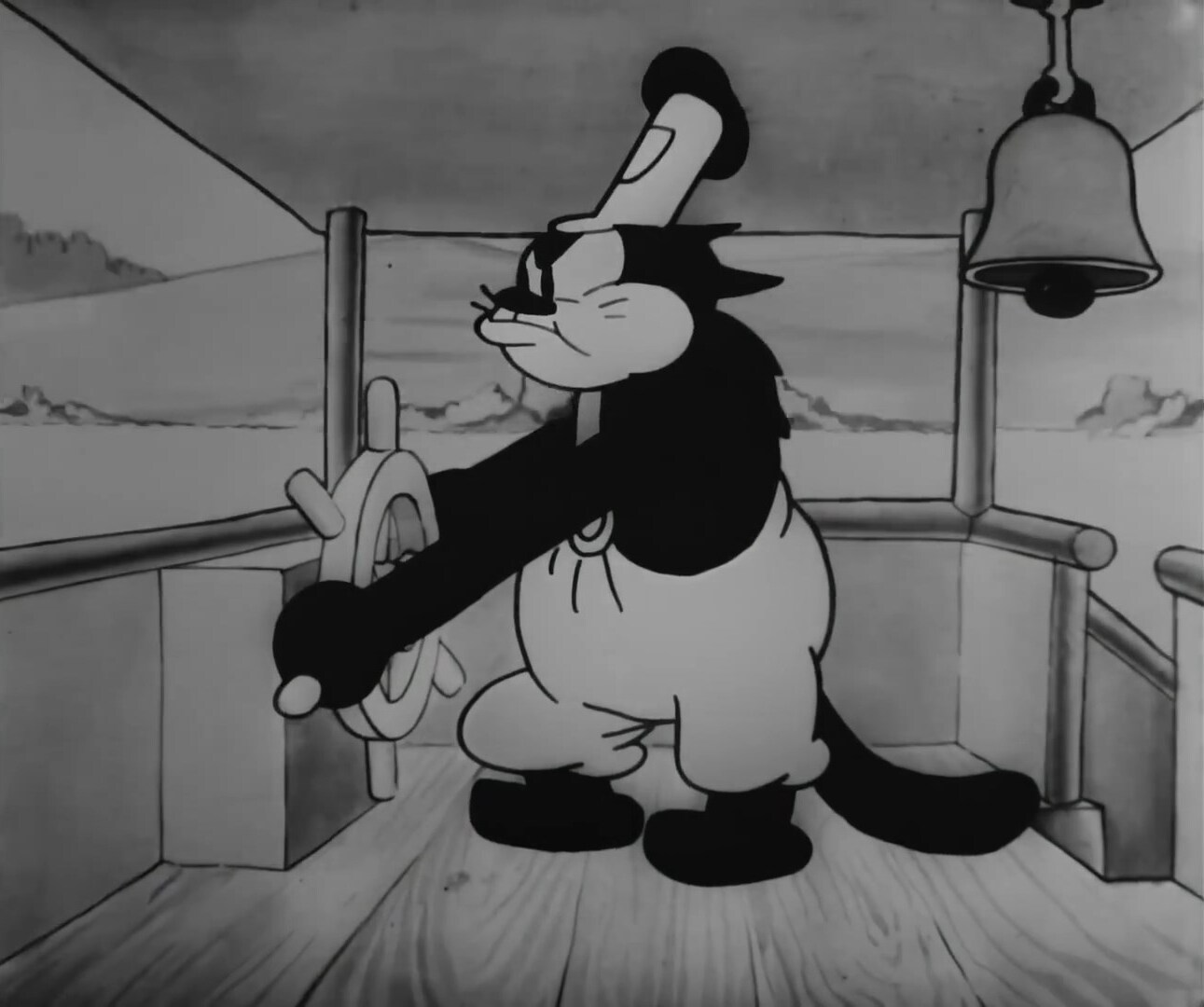
Pat Hibulaire dans Steamboat Willie.

Pat Hibulaire (Pete en version originale) est un gros chat anthropomorphe. C'est l'antagoniste le plus récurrent dans les histoires de Mickey Mouse. Il a été introduit en 1925 sous la forme d'un ours. Son personnage va d'un criminel endurci à une menace éthique : selon le contexte, il est soit l'ennemi juré de Mickey, soit une simple nuisance. Dans les premières bandes dessinées, il était associé à Maître Chicaneau avant d'évoluer en méchant principal. Dans la série télévisée La Bande à Dingo et les adaptations cinématographiques qui ont suivi, il est représenté comme l'ami et voisin exploiteur de Dingo.

### Kat Nipp

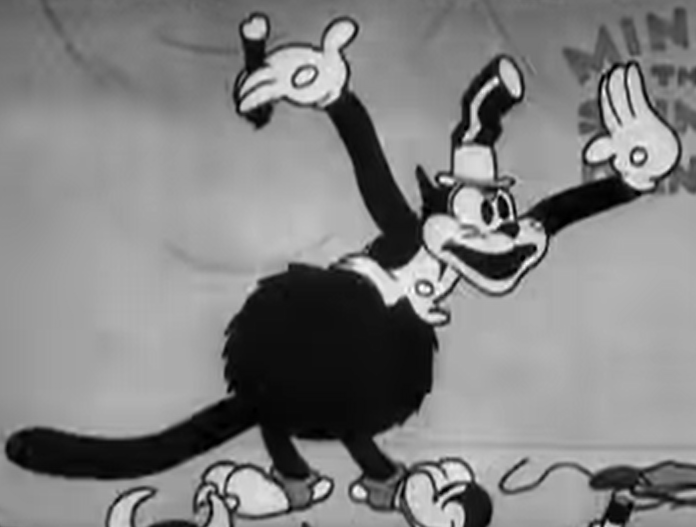
Kat Nipp dans The Karnival Kid (1929)

Kat Nipp (à ne pas confondre avec le personnage Katnip de Harvey Comics), son nom étant un jeu de mots sur le mot catnip, est un chat anthropomorphe malveillant. Kat Nipp est un dur de la campagne souvent ivre qui est un rival de Mickey Mouse.
Nipp a fait ses débuts dans le court métrage animé L'Opéra (1929), dans lequel il a servi de serpent pour un numéro de charmeur de serpents, continuant à fumer sa pipe tout le temps. Les deux autres apparitions de Nipp dans l'animation sont également venues en 1929, avec When the Cat's Away et The Karnival Kid. Ce dernier film a introduit l'habitude de Nipp de maltraiter physiquement Mickey, ici en étirant le nez de Mickey à une longueur ridicule. Kat Nipp est souvent confondu avec Pat Hibulaire.
Kat Nipp est réapparu dans une séquence de 1931 de la bande dessinée quotidienne Mickey Mouse (dans laquelle apparaît son ami Barnacle Bill, un marin expert pour dénouer les nœuds). Kat Nipp a également été utilisé dans les strips produits au Royaume-Uni pour le Mickey Mouse Annual. Le personnage s'est rapidement fait discret et n'a fait que quelques apparitions dans des bandes dessinées depuis le milieu des années 1930.
Kat Nipp apparaît dans le jeu vidéo Kingdom Hearts III (2018), apparaissant dans le mini-jeu The Karnival Kid avec son apparence du court métrage du même nom, parmi les personnages qui commandent des menus à Sora.

### Maître Chicaneau
Maître Chicaneau (Sylvester Shyster en version originale) est un avocat véreux et un génie maléfique du crime qui s'associe généralement avec Pat Hibulaire. Le personnage a été décrit par certains comme une belette ou un rat (ce dernier étant l'interprétation de Gottfredson lui-même), mais ses oreilles suggèrent qu'il s'agit plutôt d'un anthropomorphe canin.
Il est apparu pour la première fois dans l'aventure de bande dessinée Mickey dans la vallée infernale, la première véritable continuité de Mickey Mouse, partiellement écrite par Walt Disney et dessinée par Win Smith et d'autres artistes, avant d'être reprise par Floyd Gottfredson (scénario et dessin). Dans cette histoire, Maître Chicaneau est un avocat véreux qui tente, avec l'aide de son homme de main Pat, de voler l'héritage de Minnie Mouse.
Chicaneau et Pat causent des ennuis à Mickey et ses amis depuis lors. Chicaneau est généralement décrit comme le cerveau du duo, Pat agissant comme la force brute. Après la première apparition de Chicaneau, Gottfredson n'a plus fait référence à sa profession d'avocat, mis à part dans son nom. Les créateurs ultérieurs ont parfois fait référence au rôle d'avocat de Chicaneau, avec une histoire (Trial and Error, 2007) forçant Chicaneau à défendre Mickey lui-même dans un tribunal étranger. Après 1934, Chicaneau a disparu pendant un certain temps, laissant Pat comme principal antagoniste récurrent de Mickey. Il a fait des retours en 1942, 1950 et à nouveau dans diverses histoires créées par des Italiens dans les années 1960. Plus récemment, l'éditeur Egmont Creative A/S (au Danemark) a relancé Chicaneau comme personnage régulier, rôle dans lequel il continue aujourd'hui.
Bien que Maître Chicaneau n'ait pas fait d'apparition animée dans aucune production Disney, il apparaît brièvement dans l'épisode La Gaufre de Wally de la série Paradise Police à l'entrée de Disney World, ce qui est à ce jour la seule apparition en animation du personnage.

### Le Docteur fou
Le Docteur fou (également connu sous le nom de Dr. XXX) est un savant fou humain qui sert quelquefois d'antagoniste de Mickey. Il est apparu pour la première fois dans son court métrage éponyme, dans lequel il tentait d'opérer Pluto en attachant son corps à celui d'une poule ; toute cette séquence s'est finalement avérée être un rêve.
Le Docteur fou fait un caméo dans le court métrage Roger Rabbit Bobo Bidon, où une photo de lui peut être vue sur le mur de l'hôpital.
Il apparaît comme antagoniste dans certains jeux vidéo, étant un boss ennemi dans Mickey Mania, un antagoniste majeur dans Epic Mickey et sa suite Epic Mickey 2, et un ennemi dans un mini-jeu de Kingdom Hearts III.

### Professeurs Ecks, Doublex et Triplex
Professeurs Ecks, Doublex et Triplex (prononcé X, double X et triple X) sont untrio de singes savants fous. Les personnages ont été créés par Floyd Gottfredson (scénario et dessin) dans la bande dessinée quotidienne Mickey Mouse dans l'histoire Blaggard Castle (1932-1933). Ecks est un singe noir menaçant, Doublex lui ressemble, mais avec une peau claire et des yeux noirs sauvages, et Triplex est un singe d'apparence plus monstrueuse avec des cheveux longs en bataille et des pieds nus. Triplex est le leader du trio, et Ecks et Doublex le trouvent effrayant. Bien que Gottfredson n'ait mentionné aucune relation familiale, la plupart des bandes dessinées ultérieures ont présenté le trio comme des frères.
Gottfredson n'a plus jamais présenté les trois professeurs dans une autre histoire après Blaggard Castle, mais ils étaient assez mémorables pour revenir dans des histoires sous d'autres auteurs dans les années 1970.
Le professeur Ecks était initialement considéré pour le rôle du savant fou dans Mickey perd la tête, mais il a été changé plus tard pour un nouveau personnage, le docteur Frankenollie.

### Le Bigleux
Le Bigleux (Eli Squinch en version originale) est un avare maléfique qui est apparu pour la première fois comme méchant dans le comic strip Mickey Mouse dans l'histoire Bobo l'éléphant (1934) en tant que propriétaire abusif d'un éléphant que Mickey a ensuite forcé à lui vendre. Il est revenu dans plusieurs autres histoires : initialement décrit comme un homme d'affaires sans scrupules, il a évolué en criminel à part entière, jouant aux côtés de Pat Hibulaire un rôle similaire à celui de Maître Chicaneau dans les premiers strips. Il est réapparu sporadiquement dans des histoires supplémentaires de bandes dessinées Disney jusqu'à aujourd'hui. Sa dernière apparition aux États-Unis était dans Mickey Mouse No. 321 (2016), publié par IDW.

### Laurent Outang
Laurent Outang (Doctor Vulter en version originale) est un anthropomorphe singe, ressemblant à un gorille. Le personnage a été créé par Ted Osborne (scénario) et Floyd Gottfredson (scénario et dessin) dans l'histoire Mickey Mouse et le sous-marin pirate, publiée dans le strip quotidien Mickey Mouse de septembre 1935 à janvier 1936. C'est un pirate et savant fou mégalomane, quelque peu calqué sur le personnage du Capitaine Nemo de Jules Verne. Utilisant un sous-marin futuriste et une petite armée d'hommes de main, il ravage les mers en volant divers navires qu'il vise à utiliser pour ses plans de conquête du monde. Son arme principale est une machine en forme de grande griffe qui émet une énergie magnétique : en la plaçant contre la coque d'un navire, Laurent Outang peut transformer tout le navire métallique en un grand aimant qui colle les armes au mur, les rendant inutiles.
Son nom d'origine à consonance germanique (Vulter), son uniforme et son monocle, ainsi que ses plans de domination mondiale et son armée personnelle, sont des échos évidents de la menace nazie de l'époque.
Après avoir été vaincu par Mickey, Laurent Outang n'est plus jamais réapparu dans les histoires américaines. Il a ensuite été utilisé par des auteurs italiens, à partir de 1959 lorsqu'il est apparu dans Topolino e il ritorno dell'artiglio magnetico (Mickey Mouse et le retour de la griffe magnétique) de Guido Martina (scénario) et Giulio Chierchini (dessin). Le personnage est montré dans cette histoire qu'il ne dessine jamais les plans de ses inventions mais garde tout dans son esprit ; cela s'est avéré être un peu problématique quand il a souffert d'amnésie. Il est revenu occasionnellement et est encore utilisé de temps en temps par des auteurs européens.

### Mortimer Ratino
Mortimer Ratino est introduit dans le court métrage de 1936 Le Rival de Mickey, comme le rival de Mickey pour séduire Minnie. L'année où Le Rival de Mickey a été produit, Floyd Gottfredson a également utilisé le personnage comme antagoniste dans l'une des histoires de la bande dessinée. Ce Mortimer a été brièvement renommé Montmorency Rodent en anglais, dans une tentative de le différencier de l'oncle de Minnie préexistant, mais le nouveau nom n'est pas resté. Le rival de Mickey a de nouveau été appelé Mortimer dans les bandes dessinées ultérieures - et dans la série animée Mickey Mania et La Maison de Mickey, où il a utilisé la réplique culte : « Ha-cha-cha ! ».
Dans La Maison de Mickey et Mickey Mania, Mortimer en tant que rival de Mickey est doublé par Maurice LaMarche, faisant une imitation exagérée de Jon Lovitz. En tant que patron de Minnie dans Mickey, il était une fois Noël, il était doublé par Jeff Bennett. Mortimer Ratino est également apparu dans un caméo non parlant dans l'épisode L'anniversaire de Minnie de La Maison de Mickey, assis sous un arbre, jouant de la guitare. Il est ensuite apparu dans l'épisode Super aventure de La Maison de Mickey en tant que méchant ayant l'intention de rétrécir la maison. Bennett a repris son rôle de Mortimer dans le court métrage de 2018 Le meilleur méchant de la série Mickey Mouse. Il est également apparu dans Mickey et ses amis : Top Départ ! sous le nom de Morty McCool.

### Le Fantôme noir
Le Fantôme noir (the Phantom Blot, littéralement « la Tache fantôme » en version originale anglaise) est un mystérieux ennemi de Mickey Mouse qui porte un drap noir sur tout le corps. Créé en 1939 dans la bande dessinée de Floyd Gottfredson, le Fantôme noir est devenu un personnage très récurrent dans les bandes dessinées européennes où il est l'un des ennemis jurés de Mickey, deuxième après Pat Hibulaire. Il a également été réutilisé, dans une moindre mesure, dans les histoires américaines.
Le Fantôme noir préfère être un maître d'œuvre sinistre en arrière-plan, tirant les ficelles et organisant des complots, plutôt que de s'engager dans des tâches criminelles physiques. Il est un maître du déguisement. Il utilise des déguisements pour tromper Mickey Mouse et la police, apparaissant parfois même juste devant eux sans être remarqué. En quittant les lieux, il laisse souvent une « carte de visite » caractéristique - une feuille de papier blanche avec une tache d'encre noire. Lorsqu'il est démasqué, il apparaît sous les traits d'un chien anthropomorphe. Il a un visage émacié avec un long nez et une longue moustache fine. L'apparence démasquée du Fantôme noir serait basée sur les traits de Walt Disney lui-même.
Le Fantôme noir et Pat Hibulaire sont souvent des rivaux acharnés, car tous deux veulent être reconnus comme le plus grand génie criminel de la ville et obtenir le plus d'argent possible. Cependant, certaines histoires les ont montrés faisant équipe.
Le Fantôme noir a fait ses débuts animés dans l'épisode Tout le monde sur le pont de La Bande à Picsou doublé par Frank Welker. Il est présenté comme un agent de F.O.W.L. Il apparaît comme un antagoniste dans la série télévisée Mickey Mania et son spin-off La Maison de Mickey doublé par John O'Hurley.
Une version altérée et monstrueuse du Fantôme noir, connue sous le nom de Shadow Blot, sert d'antagoniste dans le premier jeu Epic Mickey. Le Fantôme noir rencontre apparemment cette créature dans le musée de la ville en déverrouillant un portail dimensionnel, dans l'histoire The Blot and The Blob.
Le Fantôme noir a fait un caméo dans l'épisode Le mystère des chaussettes perdues de la série télévisée Mickey Mouse.
Il est un antagoniste récurrent pendant la troisième saison du reboot La Bande à Picsou, doublé par Giancarlo Esposito. Bien que son histoire en tant que membre de F.O.W.L. reste intacte, cette version vient d'un village que Miss Tick a attaqué.

### Willie le Géant

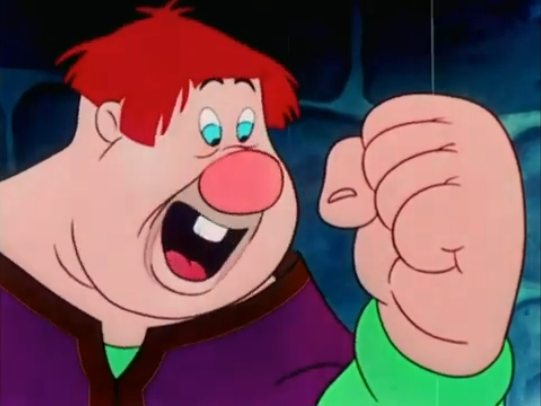
Willie dans Coquin de printemps (1947)

Willie est un géant apparu dans les dessins animés Disney Mickey et le Haricot magique (du film Coquin de printemps, doublé par Billy Gilbert[Lequel ?]) en tant que méchant. Il apparaît également dans Le Noël de Mickey (doublé par Will Ryan). Il est incroyablement puissant, démontrant d'étonnants pouvoirs magiques tels que le vol, l'invisibilité et le changement de forme. Malgré cela, il est dépeint comme immature et peu intelligent, compte tenu de son affection pour les jouets et de son incapacité à prononcer certains mots, comme « pistache ». Son plat préféré semble être le rôti de chocolat aux pistaches, compte tenu de son apparence en surpoids. En d'autres termes, il est beaucoup plus bête que le géant original dont il est inspiré de Jack et le Haricot magique.
Dans Mickey et le Haricot magique, Willie sert de méchant principal. Dans Le Noël de Mickey, il est dépeint sous un jour beaucoup plus positif, jouant le rôle du Fantôme du Noël présent (en) qui aide Ebenezer Scrooge (Balthazar Picsou) à voir l'erreur de ses manières. Il fait un bref caméo dans le film de 1988 Qui veut la peau de Roger Rabbit sur une affiche dans un cinéma à Toontown. Willie a également fait des apparitions caméo dans La Maison de Mickey et était un personnage récurrent mineur dans la série pour enfants La Maison de Mickey. À partir de là, il est ami avec Mickey. Willie vit toujours dans le ciel, mais cette fois dans une grande ferme.
Dans La Maison magique de Mickey, Willie vit dans le lieu médiéval de Majestica où sa ferme est dans le Royaume nuageux. Son homologue du Pays des Légendes et des Mythes est Woodsman Willie, un bûcheron qui vit dans les forêts du Pays des Légendes et des Mythes. Will Ryan a enregistré quelques dialogues avant sa mort, le dernier épisode où il a doublé Willie étant Witchy Worries. À partir de l'épisode La Visite de la fée des dents, Willie est actuellement doublé par Brock Powell.

### L'Homme qui rime
L'Homme qui rime (The Rhyming Man en version originale) est un méchant qui a fait ses débuts dans une histoire du comic strip Mickey Mouse, Le Parapluie atomique et l'Homme qui rime (mai-octobre 1948), écrite par Bill Walsh avec des dessins de Floyd Gottfredson. Son nom vient du fait qu'il parle toujours en rimes. Espion travaillant pour une nation étrangère non spécifiée, l'Homme qui rime a tenté de voler l'invention anti-atomique d'Iga Biva mais a finalement été contrecarré par ce dernier et Mickey Mouse. Un personnage exceptionnellement sombre et violent pour les standards des bandes dessinées Disney, il a été montré assassinant l'un de ses subordonnés. Il a également été dépeint comme possédant une force quasi surhumaine, dont l'origine n'a jamais été expliquée. Bien que jamais réutilisé par des auteurs américains, l'Homme qui rime a été réutilisé dans des bandes dessinées italiennes d'abord dans une histoire de 1994 où il semblait s'être réformé, puis en 2008 en tant qu'antagoniste central de l'histoire de science-fiction en quatre parties Topolino e il mondo che verrà (Mickey et le monde à venir) dans laquelle il est retourné à ses racines maléfiques.

### Belettes
Les Belettes sont des personnages qui sont apparus à l'origine dans le segment La Mare aux grenouilles du film Le Crapaud et le Maître d'école (1949), où elles agissent comme antagonistes de l'histoire qui trompeant le personnage principal en lui vendant une voiture volée. La première belette est doublée par Leslie Denison (non crédité) et la deuxième belette est doublée par Edmond Stevens (non crédité). Après cette apparition, elles sont devenues des personnages récurrents dans les productions animées Disney liées à Mickey et ses amis. Généralement, elles sont présentées comme des belettes brunes minces qui portent un pull, un pantalon et une casquette.
Une Belette apparaît comme agresseur dans le court métrage Dingo détective (1952), doublée par Gerald Mohr.
Dans Le Noël de Mickey (1983), deux Belettes apparaissent comme des fossoyeurs dans le cimetière, enterrant Ebenezer Scrooge (Balthazar Picsou), et se moquant du fait qu'il n'y avait aucun endeuillé à ses funérailles, ou d'ailleurs aucun ami pour lui dire adieu. Ces belettes sont doublées par Wayne Allwine et Will Ryan.
Dans Qui veut la peau de Roger Rabbit (1988), cinq Belettes partiellement basées sur celles de La Mare aux grenouilles, avec des apparences et des personnalités différentes, forment la soi-disant « Patrouille des Toons », agissant comme les antagonistes secondaires de l'histoire sous les ordres du juge DeMort (en). Les belettes sont Smart Ass (doublée par David Lander), Stupid (doublée par Fred Newman (en)), Wheezy (doublée par June Foray), Greasy (doublée par Charles Fleischer), et Psycho (également doublée par Charles Fleischer). Chacune d'elles finit mal à la fin du film, mourant littéralement de rire ou dissoute dans la « trempette ».
Dans Le Prince et le Pauvre (1990), les Belettes apparaissent comme des gardes royaux, agissant comme antagonistes secondaires sous les ordres du Capitaine de la Garde (Pat Hibulaire). Une belette est doublée par Bill Farmer tandis que deux autres belettes sont doublées par Charlie Adler.
Dans la série télévisée La Bande à Picsou, deux Belettes apparaissent comme hommes de main d'Archibald Gripsou dans l'épisode Une Course étonnante. Deux autres Belettes d'Australie apparaissent dans l'épisode À tondu, tondu et demi doublées par Will Ryan.
Dans la série Bonkers, une Belette fait un caméo dans l'épisode The 29th Page comme suspecte dans une parade d'identification tandis que dans l'épisode Get Wacky, une Belette nommée Wacky (doublée par Rip Taylor) a un rôle plus important comme antagoniste principal de l'épisode, ayant une apparence qui ressemble plus aux Belettes de Qui veut la peau de Roger Rabbit.
Dans la série Mickey Mania, une Belette apparaît dans le dessin animé La Maison Mécanique de Mickey (en) comme agent immobilier (doublée par Jeff Bennett) vendant une maison mécanique moderne à Mickey. Les Belettes font plusieurs apparitions dans la série Tous en boîte. Certaines Belettes sont apparues dans la série avec des apparences et des professions différentes, comme une apparaissant dans l'épisode Les Trois Caballeros travaillant comme avocate de Donald (doublée par Jim Cummings) ou une autre apparaissant dans l'épisode Loyer impayé travaillant comme vendeuse dans une fromagerie (doublée par Jeff Bennett) pendant un flashback où Mickey lui donne l'argent du loyer nécessaire pour payer le propriétaire Pat pour du fromage. Dans l'épisode Pat, le club des méchants après que Pat a commencé à prendre le contrôle du club, il met les belettes (toutes doublées par Jim Cummings) au travail comme serveurs remplaçant les Pingouins, mais elles se mettent à voler les clients. Au moment où Pat licencie l'une des belettes, elle dit à Pat « Vous ne pouvez pas me licencier, j'ai des amis haut placés ». Pat est alors écrasé par un coffre-fort lâché par d'autres belettes.
Dans la série Le Monde Merveilleux de Mickey, les Belettes apparaissent dans l'épisode Le Convoi de fromages comme bandits travaillant pour Pat. Elles sont doublées par Chris Diamantopoulos et Bill Farmer.
La série télévisée La Maison magique de Mickey présente le Trio Belette mené par Wheezelene (doublée par Jenifer Lewis) et composé de Cheezel (doublé par Richard Kind) et Sneezel (doublé par Brock Powell). Cheezel est le plus petit du trio et Sneezel est le plus grand du trio. Ils apparaissent dans chacun des Mondes d'Aventure et causent souvent toutes sortes de méfaits et de méchancetés qui se terminent toujours par Mickey et ses amis les contrecarrant et les remettant dans le droit chemin.
Différentes Belettes apparaissent comme ennemis dans le jeu vidéo Goofy's Hysterical History Tour. Dans le jeu vidéo Mickey Mania, les Belettes apparaissent comme ennemis dans le niveau basé sur Le Prince et le Pauvre, certaines lançant des couteaux et d'autres des flèches. Une Belette apparaît dans le jeu vidéo Mickey Mouse Kindergarten (en), où après avoir volé la casquette du commissaire Finot, Mickey doit la chercher dans une ruelle.
Les Belettes agissent comme les antagonistes principaux dans le jeu vidéo Mickey's Speedway USA, kidnappant Pluto pour voler le collier incrusté de diamants qu'il porte. Mickey et ses amis se lancent dans une aventure autour du monde pour trouver les Belettes et sauver Pluto, jusqu'à ce que dans l'épilogue du jeu les Belettes soient arrêtées.
Dans le jeu vidéo Panique à Mickey Ville, plusieurs Belettes apparaissent comme hommes de main de Pat dans son plan pour devenir maire de la ville, travaillant pour lui comme policiers ou gardes de sécurité.

### Barney
Barney (Scuttle en version originale) est l'acolyte belette et homme de confiance de Pat Hibulaire, l'ennemi juré de Mickey Mouse. Il admire Pat et le considère comme le plus grand génie criminel de tous les temps. Cependant, Barney lui-même n'est pas très intelligent et échoue généralement à comprendre les plans et les ordres de Pat, au grand agacement de ce dernier. Physiquement, Barney est beaucoup plus mince que Pat qui est en surpoids : il a un visage long et est généralement représenté avec une barbe touffue. Certaines séries ont montré Barney comme étant plus instruit que Pat dans certains domaines. Par exemple, une histoire de bande dessinée où les deux volaient des objets d'art montrait que Barney est un critique d'art instruit, contrairement à Pat qui ne se soucie que de la valeur monétaire. Barney s'est souvent associé à un autre criminel de type acolyte nommé Dum-Dum. Les deux ont parfois travaillé ensemble comme hommes de main pour Pat, ou par eux-mêmes. Barney a été créé par l'artiste Paul Murry et un scénariste non identifié en 1951. Il est apparu pour la première fois dans l'histoire de bande dessinée La Capture des voleurs de bétail.

### Les Rapetou
Les Rapetou sont une famille de voleurs, principalement associés à l'univers de Donald Duck, bien qu'ils aient occasionnellement servi d'ennemis à Mickey dans certaines bandes dessinées, et dans certaines productions animées comme le film Les Trois Mousquetaires (2004), ou l'épisode Rencontre Sportive (2017) de la série télévisée Mickey Mouse et l'épisode La Soirée roller disco (2020) de son spin-off Le Monde Merveilleux de Mickey, ou comme rivaux de Dingo dans leurs débuts animés dans Fou de foot (1987).

### Gertrude
Gertrude (Trudy Van Tubb en version originale) est une chatte anthropomorphe obèse, petite amie de Pat Hibulaire, avec qui elle partage généralement la profession de délinquante. Elle a une taille et une morphologie similaires à Pat, mais ses cheveux sont représentés comme gris ou orange selon les histoires, tandis que ceux de Pat sont noirs. Gertrude n'est pas très compétente en tant que criminelle mais elle est une cuisinière qualifiée et Pat apprécie sa cuisine.
Gertrude est très dévouée à Pat et devient souvent jalouse de Minnie Mouse et des autres femmes que Pat kidnappe pour rançon. Lorsque les deux se font prendre, Gertrude s'en sort souvent avec une peine plus clémente en raison de sa moindre implication.
Gertrude a été créée par Romano Scarpa en 1960 pour l'histoire Mickey et le collier Chirikawa. Elle est depuis apparue exclusivement, bien que très régulièrement, dans des histoires de bande dessinée italiennes.

### Oscar Rapace
Oscar Rapace (Emil Eagle en version originale) est un savant fou et, comme son nom l'indique, un aigle anthropomorphe, qui est apparu pour la première fois en 1966 dans l'univers de Donald Duck comme rival de Géo Trouvetou. Il est depuis apparu alternativement dans les univers de Donald Duck et Mickey Mouse. Dans ce dernier univers, il est un antagoniste récurrent pour Mickey Mouse et, en particulier, pour Dingo dans son incarnation Super Dingo, auquel cas Oscar Rapace devient une sorte de Lex Luthor.

### Tom Pouce et Mâchefer
Tom Pouce et Mâchefer (Idgit the Midget et Dangerous Dan McBoo en version originale) sont un duo de criminels créés par Paul Murry dans l'histoire en bande dessinée de 1966 Le Trésor de Badabang. Le grand et corpulent Mâchefer est la force du duo tandis que le petit et chauve Tom Pouce en est le cerveau. Ils sont apparus comme antagonistes récurrents de Mickey Mouse dans diverses histoires de bandes dessinées.

### Professeur Nefarious
Professeur Nefarious (une parodie du Professeur Moriarty ; à ne pas confondre avec Docteur Nefario de la franchise Moi, moche et méchant d'Illumination) est un méchant qui trouve ses origines dans la bande dessinée de 1975 The Case of the Pea Soup Burglaries. Il est l'ennemi juré du détective (Sleuth). Un maître criminel basé à Londres, Nefarious se considère comme un « professeur de crime » pour ses trois élèves hommes de main Fliplip, Sidney et Armadillo. Leur repaire est une maison de ville délabrée avec les mots « Université des sciences criminelles » écrits sur sa porte d'entrée. Bien que Nefarious soit raisonnablement intelligent (bien que sa propre mégalomanie entrave parfois ses plans), ses trois complices sont des méchants comiques totalement incompétents. Mickey et le détective emprisonnent le gang à la fin de chaque histoire, bien que Nefarious lui-même parvienne généralement à s'échapper. Nefarious ne se rend jamais compte que le détective est totalement dépassé et que c'est son assistant Mickey qui est celui qui le contrecarre réellement.

### Plottigat
Plottigat est un chat anthropomorphe, créé par Romano Scarpa dans l'histoire de 1977 Loup-garou, y es-tu ?. C'est le cousin « savant fou » de Pat Hibulaire. Décrit comme un maître criminel arrogant et mégalomane, Plottigat est souvent le complice de Pat et Gertrude mais il travaille occasionnellement seul ou avec d'autres méchants comme le Fantôme noir. Le personnage est apparu exclusivement dans des histoires de bandes dessinées italiennes.

### Viltus Doublegag
Viltus Doublegag (nom italien original Vito Doppioscherzo, ou Charlie Doublejoke en anglais) est un génie criminel avec un penchant pour les blagues et farces élaborées. Chien anthropomorphe, il a été créé en 2004 par Casty (scénario) et Massimo de Vita (dessin) et a depuis été un antagoniste récurrent dans les histoires de bandes dessinées italiennes. Outre son rire caractéristique « Wah-wah-wah », une de ses caractéristiques est le chapeau melon qu'il aime non seulement porter, mais qui informe également la forme de ses dispositifs de transport.
D'une manière similaire au Joker, Viltus Doublegag fait souvent non seulement des farces à Mickey et à la police, mais trahit également ses propres partenaires criminels, s'échappant seul avec le butin.
Il est si manipulateur et charismatique qu'il a réussi à tromper la totalité de Mickeyville en lui faisant croire plus d'une fois qu'il était un bon gars, Mickey étant généralement le seul sceptique à son égard (selon son histoire de début Doublegag le magnifique, ils étaient camarades d'école jusqu'à ce que les habitudes de harcèlement de Charlie aillent si loin qu'il a été expulsé de l'école).

## Autres personnages secondaires

### Ortensia
Ortensia est la petite amie d'Oswald le lapin chanceux. Elle est apparue dans les courts métrages Oswald à partir de The Banker's Daughter (1927 ; dessin animé perdu), remplaçant l'ancien amour d'Oswald, une lapine beaucoup plus féminine et voluptueuse nommé Fanny dans les documents de production. Le nom original d'Ortensia pendant la production des courts métrages Oswald était Sadie, comme référencé dans le titre du court métrage animé Sagebrush Sadie (1928 ; dessin animé perdu). Les noms des amours d'Oswald n'ont jamais été largement rendus publics, ce qui est probablement la raison pour laquelle elle a reçu un nouveau nom dans Epic Mickey, suivant le modèle d'allitération de la relation miroir de Mickey et Minnie. Souvent, Oswald rivalisait avec Pat pour ses affections. Elle est également apparue dans les courts métrages Oswald produits par Charles Mintz et plus tard Walter Lantz. Dans les courts métrages de Lantz, elle était appelée Kitty. Pour ajouter à la confusion, les synopsis de droits d'auteur de certains courts métrages de Mintz et Lantz se réfèrent à tort à Ortensia/Kitty sous le nom de Fanny.

### Percy et Patricia Pig
Percy et Patricia Pig sont un couple marié de cochons anthropomorphes. Percy a fait ses débuts en 1929 dans le court métrage L'Opéra, Patricia faisant ses débuts la même année dans Mickey's Follies, également la deuxième apparition de Percy, et le seul court métrage dans lequel les deux personnages apparaissent ensemble. Après cela, Percy est apparu dans les courts métrages Concert rustique (1930), Symphonie enchaînée (1930) et Mickey et les Embouteillages (1931), tandis que Patricia est apparue dans La Fête joyeuse (1930), Mickey au théâtre (1932) et The Whoopee Party (1932).
Après leurs apparitions dans des courts métrages, ils ont commencé à apparaître dans des bandes dessinées, mais les deux personnages ne sont pas réapparus dans l'animation avant 1983, dans Le Noël de Mickey, apparaissant brièvement en train de danser à la fête d'Albert Fezziwig (en).
Percy apparaît dans le jeu vidéo Kingdom Hearts III (2018) dans le mini-jeu Taxi Troubles (basé sur Mickey et les Embouteillages), où il est l'un des personnages que Sora doit prendre dans son taxi.

### Butch
Butch (parfois appelé Poussard) est un chien anthropomorphe apparu en tant que gangster dans M. Roublard et les voleurs d'œufs. Criminel sympathique, il revient finalement dans le droit chemin, devient l'ami de Mickey et reste dans le strip comme personnage secondaire jusqu'en juin 1931. Il est relancé dans les années 1990 comme membre du casting secondaire de Mickey dans les bandes dessinées Disney européennes.

### Gideon Goat
Gideon Goat, ou Giddy Goat, est une chèvre anthropomorphe, personnage secondaire (en) dans les comic strips Mickey Mouse des années 1930. Il est apparu pour la première fois dans le Mickey Mouse Book No. 1 de 1930. Il est apparu dans diverses bandes dessinées Disney américaines et européennes imprimées jusqu'en 1938. Il était généralement caractérisé comme un fermier ou le shérif local. Gideon est marié à une chèvre anthropomorphe femelle nommée Gertie (vraisemblablement Gertrude) qui est apparue dans de nombreuses premières bandes dessinées Mickey Mouse, principalement comme personnage de fond.
Les documents promotionnels pour le court métrage animé de 1935 La Fanfare incluent Giddy Goat comme l'un des personnages. Dans le film sorti, il a été remplacé par un personnage de chien tromboniste sans nom.
Floyd Gottfredson a régulièrement utilisé le personnage dans ses bandes dessinées et les artistes ultérieurs ont parfois emprunté le personnage.

### Clara Cluck
Clara Cluck a fait ses débuts en 1934 dans le dessin animé Mickey Mouse Le Gala des orphelins. Depuis, elle est apparue comme personnage semi-régulier dans les dessins animés Mickey Mouse. Dans les bandes dessinées, elle est montrée dans l'univers de Donald comme la meilleure amie de Daisy Duck. Elle est membre de l'entourage original de Mickey depuis le début de sa carrière, bien qu'elle soit vue moins souvent que Clarabelle Cow et Horace Horsecollar. Elle était à l'origine doublée par Florence Gill et plus tard par Russi Taylor et Kaitlyn Robrock (en).
Le chant de Clara est censé être une caricature du style Bel canto de chant d'opéra populaire à l'époque de son apparition. Certaines de ses arias sont clairement modelées sur celles de Tosca. Sa dernière apparition majeure était en tant que musiciennes dans L'Heure symphonique. Curieusement, bien qu'elle soit vue dans les scènes de répétition au début, elle n'est pas vue dans les scènes de spectacle à la fin.
Dans les bandes dessinées Disney, elle a été montrée sortant avec Gus Glouton à très peu d'occasions, et dans l'apparition initiale de Panchito Pistoles elle était l'objet de ses affections.
Comme d'autres personnages Disney, elle a eu de petits caméos dans Le Noël de Mickey (1983), Qui veut la peau de Roger Rabbit (1988), et Il était une fois un studio (2023).
À la télévision, elle a eu quelques apparitions dans Mickey Mania (1999), où elle est présentée comme la voisine de Daisy Duck. Elle est apparue occasionnellement dans Tous en boîte (2001). Dans un épisode de cette série, Double Date Don, elle tombe amoureuse de Donald Duck et le poursuit de manière agressive en faisant la moue devant lui, le forçant à danser avec elle, portant des robes et posant de manière provocante pour l'attirer. À un moment donné, elle attrape même Donald et l'embrasse de force avec passion. Elle faillit tromper Donald pour l'épouser mais Daisy arrête le mariage à temps. Elle est également apparue en mettant Minnie Mouse en prison pour avoir conduit en voiture à travers la maison de Daisy afin de lui livrer une tarte aux pommes. Elle est également apparue comme personnage récurrent dans la série Mickey et ses amis : Top Départ ! (2017), où elle est la mère de deux poussins nommés Cleo et Clifford.
Clara a fait un caméo dans le monde Timeless River de Kingdom Hearts II avec de nombreux autres personnages Disney comme Clarabelle Cow et Horace Horsecollar en tant que l'un des citoyens du monde, étant l'un des rares médias dans lesquels le personnage est vu parlant (ses dialogues étant vus dans des bulles de bande dessinée).
Elle apparaît également dans la Mickey's Boo to You Parade et pour des rencontres rares avec des personnages au Magic Kingdom de Walt Disney World.

### Professeur Mirandus
Professeur Mirandus (Doctor Einmug en version originale) est un scientifique créé par Ted Osborne (scénario) et Floyd Gottfredson (scénario et dessin) dans l'histoire Mickey et l'île volante, publiée dans le comic strip Mickey Mouse de novembre 1936 à avril 1937. C'est un homme de grande taille qui porte une grande barbe blanche et une blouse de laboratoire.
Le professeur Mirandus (Einmug) est spécialisé dans la physique atomique et parle avec un accent germanique, ce qui est probablement un clin d'œil à Albert Einstein, « mug » étant aussi un jeu de mots sur stein) (« chope »). Son histoire introductive, Mickey et l'île volante, soulève de nombreuses questions sur les avantages et les dangers de la physique atomique quelques années seulement avant le développement des premières bombes atomiques.
Après cela, Mirandus n'est pas réapparu dans les bandes dessinées américaines pendant près de 50 ans, mais a été utilisé dans les italiennes, à partir de 1959 lorsqu'il apparait dans Topolino e la dimensione Delta (Mickey Mouse et la dimension Delta) de Romano Scarpa. Dans cette histoire, il découvre le moyen de voyager dans la dimension Delta, qui est en fait un néant infini totalement vide.
Installant son laboratoire dans la dimension Delta, Mirandus poursuit son travail et découvre que les atomes sont des êtres vivants. Il augmente ainsi la taille de l'un d'eux à celle d'un petit garçon et le nomme Atominus Bip-bip (italien : Atomino Bip-Bip).
Mirandus lui-même est également apparu dans de nombreuses bandes dessinées européennes Mickey Mouse. Il est souvent montré comme moins secret et paranoïaque que dans son apparition originale, bien que ses découvertes soient toujours convoitées par des personnages comme Pat Hibulaire et le Fantôme noir.
Mirandus réapparait dans les bandes dessinées américaines en 1991 dans l'histoire A Snatch in Time! dans laquelle il développe une machine à voyager dans le temps. Elle est écrite par Lamar Waldron (en) et dessinée par Rick Hoover et Gary Martin. Plus récemment, Mirandus est également apparu dans les éditions américaines de The Delta Dimension et d'autres histoires faites en Europe.

### Inspecteur Duflair
Inspecteur Duflair (Detective Casey en version originale) est l'inspecteur en chef du commissaire Finot, apparaissant pour la première fois dans la bande dessinée quotidienne Mickey Mouse dans la séquence de 1938 The Plumber's Helper. L'histoire est écrité et crayonnée par Floyd Gottfredson et écrite par Merrill De Maris. Duflair disparait des bandes dessinées américaines dans les années 1950, mais est fréquemment utilisé en Europe, en particulier en Italie, par la suite ; à partir de 2003, il revient comme personnage récurrent dans les bandes dessinées américaines.
Malgré son occupation, Duflair est un homme impatient et d'intelligence moyenne. Ainsi, bien que réussissant parfois comme inspecteur, il est sujet aux gaffes. Par conséquent, le commissaire Finot recrute souvent Mickey Mouse pour aider à résoudre certaines des affaires de Duflair, au grand agacement général de ce dernier.

### Tic et Tac
Tic et Tac (Chip 'n' Dale en version originale) sont deux tamias qui causent souvent des ennuis à Pluto et Donald. Cependant, c'est ce dernier qui les provoque souvent. Dans les séries modernes, ils sont représentés comme des amis de Mickey.

### Commissaire Finot
Le Commissaire Finot (Chief O'Hara en version originale) est le chef de la police dans l'univers Mickey Mouse. Il joue un rôle secondaire dans les mystères des bandes dessinées de Mickey Mouse, comptant souvent sur l'aide de ce dernier pour résoudre les crimes commis par des criminels tels que Pat Hibulaire, le Fantôme noir et d'autres. Ses collègues officiers connus incluent son inspecteur en chef, l'inspecteur Duflair.
Le personnage est créé par Floyd Gottfredson et Merrill De Maris pour les bandes dessinées de Disney comme un flic irlandais stéréotypé. Il apparaît pour la première fois dans les strips de journaux en mai 1939, dans la série Mickey contre le Fantôme noir. Il devient finalement un personnage récurrent dans les histoires de bandes dessinées européennes. Finot est également apparu dans Mickey Mania et La Maison de Mickey, doublé par Corey Burton.
Dans la version brésilienne des bandes dessinées, il est connu sous le nom de « Coronel Cintra », dans les versions danoises sous le nom de « Politimester Striks », dans la traduction finlandaise, sous le nom de « Poliisimestari Simo Sisu » (probablement nommé d'après le concept finlandais de sisu), dans les versions anglo-saxonnes sous le nom de « Chief O'Hara », dans les versions allemandes sous le nom de « Kommissar Albert Hunter » (Kommissar signifie commissaire en allemand), dans la version italienne sous le nom de « Commissario Adamo Basettoni » (« Basettoni » faisant référence à ses favoris proéminents, « basette »), et dans les versions suédoises sous le nom de « Kommissarie Konrad Karlsson ».
Dans les histoires italiennes, Finot a une femme appelée Petulia. Avant son introduction, Finot mentionne fréquemment sa femme, la première instance étant Sur la piste des joyaux (The Gleam, 1942).

### Le Narrateur de How-to
Le Narrateur de How-to (How-to Narrator en version originale) est un narrateur qui sert de guide dans les courts métrages mettant en scène Dingo où il montre comment faire différents types d'activités. Le Narrateur participe également à la série télévisée La Bande à Dingo (1992), Mickey Mania (1999-2000), La Maison de Mickey (2001-2003), et Comment rester à la maison avec Dingo (en) (2021).

### Pat Hibulaire Junior
Pat Hibulaire Junior (Pete Junior en version originale) est le fils de Pat. Il apparaît pour la première fois dans le court métrage Donald groom d'hôtel, en tant que petit enfant méchant. Plus tard, il apparaît dans la série télévisée La Bande à Dingo, cette fois comme un préadolescent gentil, et meilleur ami de Max. Après cela, il est apparu dans le film Dingo et Max, également dans le rôle du meilleur ami de Max, et sa suite Dingo et Max 2 : Les Sportifs de l'extrême, où lui, Max et leur ami Bobby vont à l'université. Il fait également un caméo dans l'épisode Couacs en vrac! du reboot de La Bande à Picsou, où il est vu sur une photo du portefeuille de Dingo.

### José Carioca

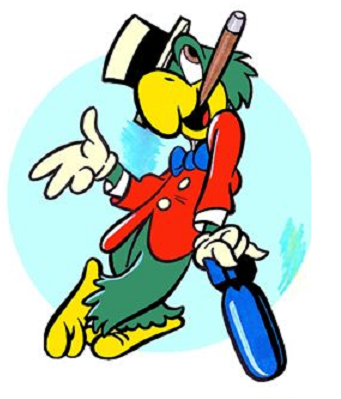
José Carioca

José « Zé » Carioca est un perroquet vert brésilien qui apparaît pour la première fois dans le film Disney Saludos Amigos (1942) aux côtés de Donald Duck. Il revient dans le film de 1944 Les Trois Caballeros avec Donald et un coq mexicain nommé Panchito Pistoles. Zé Carioca est de Rio de Janeiro (d'où le nom « Carioca », qui est un terme utilisé pour une personne née à Rio de Janeiro). Les bandes dessinées Zé Carioca sont encore régulièrement publiées au Brésil aujourd'hui.

### Panchito Pistoles
Panchito Pistoles est un coq rouge, mexicain qui a été créé pour être le troisième caballero titulaire (avec Donald Duck et José Carioca) dans le film de 1944 Les Trois Caballeros. Plus tard, il est apparu dans plusieurs bandes dessinées Disney, y compris une série d'un an dans la page dominicale de bande dessinée Silly Symphony (en) (1944-1945), ainsi que les histoires de bandes dessinées de Don Rosa Le Retour des Trois Caballeros (2000) et Les Sept fantastiques Caballeros (moins quatre) (2005).

### Oiseau Aracuan
L'Oiseau Aracuan, aussi appelé le Clown de la Jungle, est apparu pour la première fois dans le long métrage Les Trois Caballeros (1944). Le narrateur du film présente l'Aracuan comme « l'un des oiseaux les plus excentriques que vous ayez jamais vus ».

### Iga Biva
Iga Biva (Eega Beeva en version originale), également connu sous son nom complet Pittisborum Psercy Pystachi Pseter Psersimmon Plummer-Push, est un humain du futur, bien que certaines traductions le réfèrent comme un extraterrestre. Il a été créé par Floyd Gottfredson (dessin) et Bill Walsh (scénario) et est apparu pour la première fois le 26 septembre 1947 dans l'histoire de le comic strip Mickey Mouse (Iga Biva, l'homme du futur) The Man of Tomorrow. La série complète originale des histoires d'Iga Biva a été compilée dans les volumes 9 Rise of the Rhyming Man et 10 Planet of Faceless Foes de The Floyd Gottfredson Library, publiés par Fantagraphics Books en 2016. Les arcs narratifs portent les titres The Man of Tomorrow, Mickey Makes a Killing, Pflip the Thnuckle-booh, The Santa Claus Bandit, The Kumquat Question, The Atombrella and the Rhyming Man, An Education for Eega, Pflip's Strange Power, Planet of the Aints (titre alternatif Be-junior and the Aints), Itching Gulch, The Syndicate of Crime, et The Moook Treasure. La dernière apparition d'Iga est un pont de trois jours entre les arcs narratifs ; par commodité, la compilation place cet événement au début de l'arc narratif Mousepotamia, dans lequel Mickey est enlevé dans un pays étranger, privé de tous ses compagnons traditionnels.
Dans sa première histoire, Mickey Mouse et Dingo cherchent un abri contre un orage et se perdent dans une grotte. Là, Mickey rencontre soudainement un humanoïde inhabituel qui ne dit d'abord que « Iga ». Quand Mickey et Dingo trouvent la sortie de la grotte, Mickey invite l'être à rester chez lui, et l'être s'identifie comme « Pittisborum Psercy Pystachi Pseter Psersimmon Plummer-Push ». Trouvant ce nom trop encombrant, Mickey lui donne le nom Iga Biva (Eega Beeva, une corruption de l'idiome eager beaver). Au début, Dingo refuse de croire en l'existence d'Iga Biva et ignore sa présence. Dans une série d'événements, deux scientifiques concluent qu'Iga Biva est un humain, mais originaire de 500 ans dans le futur. À la fin de l'histoire, Iga sauve Dingo d'un accident de ski, les amenant à devenir amis,.
Dans l'histoire en bande dessinée suivante mettant en vedette Iga Biva, Mickey Makes a Killing, son animal de compagnie Pflip est introduit. Iga continue d'être l'acolyte de Mickey dans les bandes dessinées américaines jusqu'en juillet 1950.
Iga Biva est représenté comme un humanoïde avec une tête large, des mains en forme de moufle et un corps maigre. Dans L'homme du futur, le nom lui est donné par Mickey, puisqu'Iga Biva ne disait à l'origine que « Iga ». Dans la conception originale du personnage, l'apparence d'Iga Biva lui a été attribuée comme étant un humain hautement évolué de 500 ans dans le futur, à savoir de l'année 2447. Tous les humains auraient des proportions semblables à Iga. Il porte un pantalon court noir qui a des poches de contenance apparemment infinie pouvant ranger une multitude d'objets parfois beaucoup plus gros qu'Iga Biva lui-même (similaire au TARDIS du Docteur Who), aidant souvent Mickey Mouse et Iga dans des situations difficiles. Une blague récurrente dans la bande dessinée est que quand Iga Biva cherche quelque chose dans ses poches, il doit faire plusieurs tentatives, car il trouve d'abord des objets sans rapport aucun.
Un autre attribut caractéristique du personnage est son discours « extraterrestre », ajoutant un « p » au début de la plupart des mots. Depuis sa première apparition, il a été montré préférant dormir au sommet de poteaux étroits, comme sur le pommeau du lit de Mickey Mouse. Il mange des kumquats marinés (changés en naphtaline dans les traductions italiennes et les histoires produites en Italie) et est gravement allergique à l'argent liquide ; ces traits ont parfois été utilisés comme dispositifs scénaristiques.
Bien que considéré comme un génie scientifique selon les normes d'aujourd'hui, Iga Biva est totalement inadapté au monde contemporain. Selon les histoires et les scénaristes, son comportement va de naïf et excentrique (y compris comme être « primitif » attaquant les radios qu'il voit comme des démons) à sérieux et rationnel (capable de réciter des équations scientifiques complexes qui laissent perplexes les meilleurs scientifiques de la Terre). D'autres membres de l'espèce d'Iga sont aperçus brièvement. Dans son portefeuille, il garde une photographie de sa fiancée (qui est belle même selon les standards du XXe siècle), et ses moments d'adieu montrent des instantanés supplémentaires de son père, sa mère, son grand-père et sa sœur. Il a aussi un frère, dont la photo est obscurcie dans la scène dépeignant les autres.
Iga Biva est un personnage central dans les bandes dessinées quotidiennes Disney américaines, pendant près de trois ans. Il est le principal acolyte de Mickey Mouse pendant cette période, à la place de Dingo, dont les apparitions deviennent rares. Cela dure jusqu'en juillet 1950, quand Iga retourne brusquement dans son foyer dans le futur. Les histoires de Walsh sont souvent très incohérentes en elles-mêmes quant aux attributs et à l'histoire d'Iga Biva, comme souligné dans les colonnes éditoriales de The Floyd Gottfredson Library. Dans sa première histoire L'homme du futur, Dingo déclare qu'Iga n'est qu'une apparition hallucinatoire parce qu'il n'a pas d'ombre, alors qu'en fait une case précédente dans l'histoire montrait l'ombre d'Iga. Lors du départ final d'Iga, il se réfère à sa famille comme « la famille « Biva »  Alors qu'il part dans la grotte où Mickey l'a rencontré pour la première fois, il déclare que sa famille y vit et attend impatiemment son retour. Cela contredit sa première histoire, où « Biva » est un nom que Mickey a inventé pour lui, et la famille d'Iga ne naîtra que dans 400 ans ou plus.
Alors qu'Iga Biva était encore présent dans les bandes dessinées américaines, il fait sa première apparition dans une histoire italienne de 1949 intitulée L'inferno di Topolino (litt. L'enfer de Mickey Mouse, numéro 7 de Topolino), dans lequel Mickey joue Dante Alighieri dans une production théâtrale de la Divine Comédie. Le personnage est nouvellement découvert et défini par l'artiste et scénariste de bandes dessinées italiennes Romano Scarpa avec la bande dessinée Topolino e la nave del microcosmo (litt. Mickey Mouse et le navire du microcosme), publiée dans Topolino 167 en juillet 1957 ; traduction américaine publiée dans BOOM's Mickey Mouse Classics 1 - Mouse Tails (2010) (Iga était auparavant apparu dans des histoires que Scarpa a dessinées mais n'a pas écrites, y compris Topolino e il doppio segreto di Macchia Nera de Guido Martina dans Topolino 116-119, 1955). Plutôt que ses attributs fantasques, l'histoire « microcosme » se concentre sur les aspects futuristes et fantastiques d'Iga Biva et de son environnement, comme le font les histoires ultérieures. En Allemagne, certaines de ces histoires mettent en vedette Iga Biva sans Mickey. Le personnage a depuis été utilisé de nombreuses fois par des auteurs européens, principalement en Italie où plus de la moitié de toutes les bandes dessinées le mettant en vedette ont été produites. Il est appelé Eta Beta en italien et Gamma en allemand.
Les histoires italiennes plus anciennes le dépeignaient souvent comme un extraterrestre de l'espace. Plus récemment (post-2000), les scénaristes italiens sont généralement revenus à la conception originale de Gottfredson d'Iga comme un homme du futur, bien que son année d'origine précise soit rarement mentionnée. Les bandes dessinées Iga plus récentes produites par Egmont, d'autre part, se réfèrent souvent à sa ville natale comme étant la Mickeyville de 2447, comme dans les histoires originales de Gottfredson.

### Génius
Génius (Ellsworth Bheezer en version originale) a fait sa première apparition comme l'oiseau martin de compagnie de Dingo, mais dans les histoires ultérieures, il est devenu un animal anthropomorphe indépendant. Son nom complet est Ellsworth Bheezer (parfois mal orthographié Bhezer (Beezer est un vieil argot anglais pour un gros nez ou bec). Il a été créé par Bill Walsh (scénario) et Manuel Gonzales (dessin) pour le comic strip Mickey Mouse, où il a fait sa première apparition le 30 octobre 1949. Génius est resté pendant dix ans un personnage majeur dans les pages dominicales, volant parfois le vedette à Mickey. En 1956, il a commencé à apparaître dans les pages quotidiennes, quand celles-ci sont devenues centrées sur les gags. Il a également été utilisé dans des histoires de bandes dessinées plus longues, en particulier celles produites en Italie, France et Brésil. En France, il a été le protagoniste de sa propre série, publiée de 1985 à 2009 dans Le Journal de Mickey.
Génius porte généralement une chemise rouge-orange et une casquette ou un béret vert. Reflétant un trait des martins qui peuvent imiter la parole humaine, il est extrêmement vaniteux et égocentrique, ce qui était à l'origine le point central des blagues dans ses histoires. D'autre part, Génius est aussi un génie authentique avec une connaissance technologique et scientifique impressionnante. Le Y sur sa chemise dans les histoires antérieures signifie « Yarvard » (une parodie de Harvard), son alma mater.
Bien qu'étant plus ou moins entièrement humanisé dans les histoires plus récentes, Génius conserve sa capacité à voler, un trait unique parmi les animaux anthropomorphes Disney.
Dans ses manières, Génius est souvent sarcastique et condescendant, s'adressant typiquement aux autres avec des déclarations comme « Ne [faisons pas X], d'accord ? » Il est également rapide à appeler les autres par des surnoms insultants. Mais quand les choses deviennent sérieuses, il est sincèrement attaché à ses amis Dingo et Mickey et les défend.

### Clarisse
Clarisse (ou Clarice) est un tamia qui est apparu dans le court métrage Tic et Tac séducteurs (1952) an tant que coup de cœur amoureux de Tic et Tac, pour qui ils rivalisent tous deux pour son attention, bien qu'elle semble les aimer tous deux également (à la fin du court métrage, elle finit par leur donner un baiser à chacun). Elle travaille comme chanteuse dans un club de nuit.
Malgré sa seule apparition dans un court métrage, elle est devenue un personnage très populaire, apparaissant dans les parcs Disney comme personnage en contact avec le public ou dans des spectacles, ainsi que dans les jeux vidéo Disney Tsum Tsum (2014) et Disney Magical World 2 (en) (2015).
Clarisse n'a fait aucune apparition en animation depuis Tic et Tac séducteurs jusqu'à ce qu'elle apparaisse comme personnage récurrent dans la série télévisée Les Aventures au Parc de Tic et Tac (2021-en production), avec un changement de design radical, un caractère difficile, ne portant pas de vêtements, et arborant une crête et des impressions de fleurs sur les côtés de la tête. Dans la série, elle vit dans le moteur d'une voiture qui est dans un arbre. Sa relation avec Tic et Tac est simplement amicale, bien qu'ils l'admirent pour ses capacités, étant très bricoleuse et pouvant réparer toute sorte de choses.

### Atominus Bip-Bip
Atominus Bip-Bip (italien : Atomino Bip-Bip, lit. « Petit Atome Bip-Bip ») est un « atome humanisé » créé par le professeur Mirandus, qui a utilisé un gigantesque accélérateur de méson pour agrandir des atomes jusqu'à la taille d'un enfant humain. Le personnage a été créé par Romano Scarpa dans l'histoire de 1959 Topolino e la dimensione Delta (Mickey Mouse dans la dimension Delta), publiée dans Topolino No. 206. Bip-Bip est une créature bleue très intelligente et travailleuse, avec des électrons tournant constamment autour de la tête. Il a été créé en même temps que son « frère », un atome rouge nommé Bloop-Bloop, qui était de mauvaise humeur et paresseux. Bip-Bip peut cracher des mésons pour altérer ou manipuler les attributs des objets physiques et utilise cette capacité pour accomplir diverses prouesses comme transformer le métal en chocolat ou estimer avec une précision absolue le moment de fabrication d'un objet. Dans leur première aventure ensemble, Atominus et Mickey parviennent à déjouer Pat, qui a enrôlé Bloop-Bloop comme complice. Scarpa a écrit et dessiné huit autres histoires avec Atominus qui sont apparues dans Topolino de 1959 à 1965. Le personnage a été relancé occasionnellement par d'autres auteurs italiens. De par son apparence et son rôle dans les histoires, Atominus est très similaire au Iga Biva de Gottfredson, un personnage de science-fiction. Dans les traductions anglophones, Atominus Bip-Bip parle avec un accent allemand identique à celui du professeur Mirandus, dans la mesure où ce dernier est présenté comme le professeur de langue d'Atominus.

### Gloria
Gloria (Glory-Bee en version originale) était la petite amie de Dingo lors de sa première apparition dans le strip quotidien Mickey Mouse le 19 juin 1969. Elle a été créée par Bill Walsh, et est apparue dans quelques strips quotidiens Mickey Mouse de Floyd Gottfredson, et d'autres histoires de Del Connell (dessinés par Manuel Gonzales). Sa prédécesseure est apparue peut-être dès 1946, sous la forme de la tante Marissa de Minnie Mouse (d'une histoire en plusieurs parties de Floyd Gottfredson imprimée dans les strips quotidiens Mickey Mouse du 17 au 29 juin 1946, et réimprimée deux fois dans Walt Disney's Comics and Stories no 95 et no 575, et plus tard vue dans un caméo d'une histoire d'amour d'une page de Bill Walsh et Manuel Gonzales qui mettait également en vedette Mickey Mouse et Montmorency Ratino (Mortimer Mouse) (21 avril 1946) qui est intitulée Spring, Love, Monty).
Gloria est une jeune femme mince, jolie, blonde, avec un museau de chien qui, bien que plutôt gentille et sympathique, tend à être un peu « tête en l'air » (stéréotype de la « blonde stupide »), ce qui peut expliquer pourquoi elle a été complètement abandonnée des histoires de Dingo (bien qu'une meilleure hypothèse soit que Dingo sera toujours un célibataire endurci). Alors qu'il était difficile de ne pas voir qu'elle avait un fort béguin pour Dingo, il ne semblait guère le remarquer. Occasionnellement, cependant, il a essayé de l'impressionner, au point d'essayer de lui révéler son identité de Super Dingo, sans succès. À un moment donné, Gloria et Clarabelle Cow rivalisaient même pour l'attention de Dingo, mais toutes deux ont échoué à atteindre leur objectif (Walt Disney's Comics and Stories #8). C'est peut-être pendant cette période que Clarabelle a abandonné son étrange attirance pour Dingo, et est retournée à son ancien amoureux, Horace Horsecollar.
Gloria a disparu des bandes dessinées aux États-Unis et est rarement apparue dans les bandes dessinées étrangères.

### Le Détective
Le Détective (The Sleuth, Sureluck Sleuth en entier) est un chien anthropomorphe. C'est un détective privé anglais opérant à Londres au XIXe siècle et employant Mickey Mouse comme assistant. Le personnage a été créé par Carl Fallberg (scénario) et Al Hubbard (dessin) pour le Disney Studio Program et destiné uniquement à la publication étrangère. La première histoire de la série est Mickey and the Sleuth: The Case of the Wax Dummy. Cette histoire est apparue dans le Disney Magazine Procter & Gamble puis a été publiée par Gold Key dans Walt Disney Showcase no 38 (1977). Les histoires Mickey and the Sleuth ont été produites jusqu'à la fin des années 1980. Compte tenu de leur cadre historique, ces histoires se distinguent des autres continuités de Mickey Mouse. Il n'est jamais expliqué si le « Mickey Mouse » travaillant avec le Détective est un ancêtre du Mickey actuel ou si ces histoires sont incluses dans une continuité totalement différente. Ajoutant à la confusion, les anachronismes humoristiques fréquents compliquent le cadre victorien supposé, et placent sans doute les histoires dans le genre steampunk. À part Mickey, aucun autre personnage Disney d'importance n'est présenté dans les histoires. Les antagonistes récurrents du Détective sont le professor Nefarious et ses trois hommes de main maladroits.
Le Détective est un gentleman de bonne nature ; portant un deerstalker, fumant une pipe et utilisant une loupe, il est une parodie évidente de Sherlock Holmes, Mickey jouant essentiellement le rôle du Dr. Watson. Comme son homologue littéraire, il joue également du violon (bien qu'horriblement). Contrairement à Sherlock Holmes, il est totalement incompétent en tant que détective, parfois incapable de comprendre les crimes commis juste devant ses yeux. Néanmoins, il parvient toujours à résoudre ses affaires - s'assurant ainsi une réputation de grand enquêteur - soit par pure chance, soit grâce à l'incompétence de ses ennemis ou simplement parce que Mickey Mouse fait tout le vrai travail de détective pour lui. À part Mickey, personne ne semble être au courant de l'incompétence totale du Détective.
Les personnages du Détective et du Professeur Nefarious, complétés par l'Université des sciences criminelles et l'homme de main Fliplip, ont été représentés dans un sketch dans un épisode de The New Mickey Mouse Club en 1978. Deux membres de la distribution des Mouseketeers - Lisa Whelchel, qui joue Lisa la nièce du Détective, et Scott Craig qui joue Fliplip - ont joué aux côtés des deux rivaux principaux, utilisant leurs compétences de marionnettistes et de ventriloques. L'histoire avait pour cadre l'Angleterre, près des falaises blanches de Douvres.

### Félix
Félix (nom italien original Bruto Gancetto, Ellroy en anglais) est un oiseau martin anthropomorphe et le fils adoptif de Génius. Il a été créé par Romano Scarpa dans l'histoire Topolino e il rampollo di Gancio (Topolino no 1048, 1975). Après l'avoir adopté, Génius l'a confié à Mickey Mouse. Félix est ensuite devenu l'acolyte de Mickey Mouse dans de nombreuses histoires italiennes de Scarpa et d'autres auteurs. Comme Génius, Félix peut voler en utilisant ses bras comme des ailes. Génius et Félix se ressemblent beaucoup - Félix étant un peu plus petit - et ils sont apparus ensemble dans relativement peu d'histoires : cela a causé une confusion entre les deux personnages chez les lecteurs et les traducteurs. Félix est apparu pour la première fois dans des bandes dessinées américaines en 2016.

### Zapotec et Marlin
Le professeur Zachary Zapotec et docteur Spike Marlin sont deux personnages créés par Massimo De Vita. Ce sont des scientifiques du musée des sciences de Mickeyville et les inventeurs d'une machine à voyager dans le temps qui envoie Mickey et Dingo dans des aventures dans le passé. Zapotec est apparu pour la première fois dans Topolino e l'enigma di Mu (Mickey Mouse et l'énigme de Mu) en 1979 et Marlin dans Topolino e il segreto della Gioconda (Mickey Mouse et le secret de la Joconde) en 1985. Ils se disputent très souvent mais finissent toujours par se réconcilier. Jusqu'à présent, ils ne sont apparus que dans une poignée d'histoires aux États-Unis.

### Zenobia
Zenobia est un personnage créé par Romano Scarpa, apparaissant pour la première fois dans l'histoire de 1983 The African Queen (Mickey et la reine d'Afrique), étant la dirigeante d'un État africain, et quittant le trône pour suivre Dingo aux États-Unis après être tombée amoureuse de lui. L'intention de Scarpa était de créer une nouvelle petite amie pour Dingo, capable de faire ressortir le meilleur de lui.
Dans ses histoires avec Dingo, il semble « plus sérieux » et moins enclin à suivre Mickey dans ses aventures. C'est peut-être la raison qui a poussé Scarpa à abandonner la participation de Zenobia : dans l'histoire Ciao Minnotchka (1993), après un voyage en France avec l'entourage de Mickey, Zenobia annonce qu'elle restera à Paris pour aider l'ancien roi de Selvanja, Ilja Topòvich, à gérer un hôtel, car il y a une attraction entre les anciens dirigeants, et Dingo ne peut s'empêcher d'être d'accord. Mais Zenobia n'a jamais oublié Dingo, comme le montre Miseria e nobiltà (1993) de Lello Arena, Francesco Artibani et Giorgio Cavazzano ; après avoir joué au théâtre, Dingo trouve dans sa loge un bouquet de fleurs avec la dédicace : « Tu es toujours le meilleur. Zenobia ».
Par la suite, Zenobia est réapparue dans diverses histoires depuis 2013.

### Professeur Cosmo Static
Le professeur Cosmo Static est un inventeur corpulent, glabre, avec une blouse de laboratoire, des cheveux ondulés et des lunettes, qui apparaît dans les histoires éditées par Egmont. Il joue le même rôle dans les histoires de Mickey que Géo Trouvetou ou Donald Dingue pour Donald et Picsou.
Il est apparu pour la première fois dans Plastic Mickey! en 1995.

### Brick Boulder
Brick Boulder (nom italien original Rock Sassi, qui est un pléonasme car sassi signifie « rochers ») est un officier de police en civil qui travaille généralement avec l'inspecteur Duflair. Il est apparu pour la première fois dans l'histoire La lunga notte del commissario Manetta (La longue nuit du commissaire Duflair) en 1997, écrite par Tito Faraci et dessinée par Giorgio Cavazzano.
Comme Duflair, Brick Boulder est un policier maladroit et incompétent. Curieusement, cependant, son intelligence semble varier, même entre des histoires du même auteur. Il est physiquement plus robuste que Duflair en surpoids et aime s'habiller de manière voyante, portant souvent des bottes de cowboy, un stetson et un bolo tie. On a dit qu'il est une parodie de Ronald Reagan et Arnold Schwarzenegger, ce dernier aspect étant particulièrement évident dans sa première apparition, mais atténué par la suite.
Brick Boulder est du Texas. Dans une histoire, il a été révélé que toute sa famille est composée de criminels. Malgré cela, Brick Boulder respecte la loi et a voulu être policier depuis sa petite enfance, au grand désappointement de sa famille. Une autre particularité est qu'il a peur des alligators, comme le montre l'histoire Topolino e lo strano caso di Jack Due di Cuori (Mickey et l'étrange hHistoire de Jack Deux de Cœur).

### Duffy l'ourson Disney
Duffy est un ours en peluche disponible dans les parcs Disney. Il est l'objet d'une histoire dans laquelle Minnie Mouse le coud pour Mickey avant son départ pour un voyage en mer.

### Eurasia Toast
Eurasia Toast(Eurasia Tost en italien, Eurasia Toft en anglais) est une aventurière et archéologue, et amie de Mickey et Dingo. Sa première apparition a eu lieu dans l'histoire de 2003 The Lost Explorers' Trail (La piste des explorateurs perdus) , écrite par Casty (qui a également créé le personnage) et dessinée par Giorgio Cavazzano. C'est un personnage volontaire qui peut réagir très impulsivement. Les fans l'ont comparée à Indiana Ding, bien qu'elle ait moins de particularités de personnalité. Son nom et son personnage parodient à la fois Indiana Jones et Lara Croft (son nom grec est Clara Loft). Depuis la fin de Shadow of the Colossus, elle est obsédée par l'Atlantide ; dans sa quête du continent perdu, elle a à plusieurs reprises affronté une société secrète appelée la Horde du lièvre violet (également créée par Casty), qui veut utiliser la technologie atlante pour ses propres objectifs.

### Coucou-Loulou
Coucou-Loulou (Cuckoo-Loca en version originale) est un petit coucou jaune provenant d'une pendule à coucou, avec un nœud rose sur la tête et une queue en forme de clé d'horloge qui lui sert à voler en la faisant tourner, introduite dans la série télévisée La Boutique de Minnie (en) (2011) travaillant dans la boutique avec elle et Daisy.
Après cela, elle devient un personnage récurrent dans la série et les productions qui en sont dérivées, apparaissant dans la série Mickey et ses amis : Top Départ ! (2017) comme l'un des personnages principaux des histoires centrées sur Minnie et Daisy, les aidant avec leurs commandes. Elle apparaît ensuite comme personnage récurrent dans la série La Maison magique de Mickey (2021). En 2021, elle apparaît dans le spécial télévisé d'Halloween Mickey et la Légende des deux sorcières (en), et la même année dans le spécial de Noël Mickey et Minnie souhaitent un Noël (en).
Dans le spécial télévisé en stop motion Mickey Sauve Noël (2022), Coucou-Loulou fait une apparition en caméo lorsqu'une figurine d'elle-même sort de la pendule à coucou dans l'atelier du Père Noël.
Loca étant le mot espagnol pour « folle », son nom en anglais est probablement une référence à la comparaison entre une personne considérée comme folle et un coucou.

## Personnages secondaires non anthropomorphes

### Beppo le gorille
Beppo est un gorille qui apparaît pour la première fois dans le court métrage Gare au gorille (1930), où il s'échappe d'un zoo et kidnappe Minnie, obligeant Mickey à la secourir et à ramener Beppo dans sa cage. Il réapparaît dans le court métrage Mickey mécano (1933) en tant que Kongo Killer, où il affronte Champ, l'homme mécanique créé par Mickey, lors d'un championnat de boxe. Sa troisième et dernière apparition dans un court métrage a lieu dans The Pet Store (1933), en tant que gorille dans une animalerie, où il kidnappe Minnie à la manière de King Kong.
Beppo apparaît dans le jeu vidéo Epic Mickey (2010) combattant sur un ring de boxe contre Champ, tout comme dans Mickey mécano. Dans le jeu vidéo Kingdom Hearts III (2019), Beppo apparaît comme un ennemi dans le mini-jeu Mickey mécano, basé sur le court métrage du même nom.

### Tanglefoot
Tanglefoot (« Pied emmêlé ») est le cheval chétif mais loyal de Mickey, introduit dans une histoire de 1933, Mickey Mouse and His Horse Tanglefoot. Il revient dans deux autres histoires et est si populaire à l'époque qu'en 1934, Western Publishing publie six Big Little Books liés à Tanglefoot.

### Fifi le pékinois
Fifi le pékinois est la « chienne de prix » de Minnie et la petite amie de Pluto. Dans un dessin animé (Les Quintuplés de Pluto), Pluto et Fifi ont même eu cinq chiots ensemble. L'un d'eux est finalement nommé Pluto Junior. Plus tard, Fifi est remplacée comme petite amie de Pluto par Dinah le teckel. Fifi disparaît de l'animation, mais elle apparaît dans la ligne de produits dérivés Minnie 'n Me en tant que chien de Minnie. Elle finit par revenir à l'animation dans l'épisode Toi, moi... et Fifi de la série Mickey Mouse, et apparaît plus tard dans Les Aventures au Parc de Tic et Tac où ses effets vocaux sont fournis par Cindy Lee Delong.

### Bobo l'éléphant
Bobo est un bébé éléphant qui apparaît comme animal de compagnie de Mickey Mouse dans au moins deux histoires. Il est présenté pour la première fois dans une histoire éponyme de la bande dessinée quotidienne Mickey Mouse. Dans l'histoire, Mickey achète par erreur Bobo à une vente aux enchères. Le Bigleux, faisant également sa première apparition dans cette histoire, convainc Mickey que c'est lui le propriétaire légitime de Bobo. Cependant, le Bigleux entend en réalité utiliser Bobo pour faire fonctionner sa scierie afin d'économiser de l'électricité, en utilisant un tapis roulant qui a déjà tué deux chevaux. Mickey et Horace Horsecollar retardent la prise de possession de Bobo par Eli jusqu'à ce que le bébé pachyderme découvre que sa mère est dans un cirque de passage. Bobo s'enfuit et retrouve sa mère.
La seule apparition animée de Bobo a lieu dans L'Éléphant de Mickey (1936). Il est offert à Mickey par le Rajah du Gahboon. Disney prévoit de faire de Bobo un personnage récurrent, mais rien ne sort. Des esquisses de storyboard d'un dessin animé prévu mettant en scène Bobo, intitulé Spring Cleaning, sont imprimées dans le livre Mickey Mouse: The Floyd Gottfredson Library - Volume 3: Showdown at Inferno Gulch. Bobo revient dans l'épisode Le Safari fabuleux de la série Mickey Mouse.

### Figaro
Figaro est le chat de compagnie de Minnie qui apparaît pour la première fois dans le film d'animation Disney Pinocchio. Il s'entend parfois avec Pluto.

### Butch le bouledogue
Butch le bouledogue est le rival de Pluto. Il apparaît pour la première fois dans le film Pluto a des envies (1940), où Pluto tente de lui voler son os. Depuis lors, Butch ne cesse de s'opposer à Pluto. Parfois, Butch rivalise avec lui pour les faveurs de Dinah la Teckel. À un moment donné, Butch s'oppose même à Figaro le chaton (Figaro et Frankie, 1947).
Le reste de sa filmographie comprend Un os pour deux (1942), Casanova canin (1945), Le Petit Frère de Pluto (1946), Pluto détective (1946), Ça chauffe chez Pluto (1947), Pluto fait des achats (1948), Le Pull-over de Pluto (1949), Les Amours de Pluto (1950), et Pluto acrobate (1950). Son propriétaire n'apparaît jamais dans les courts métrages. Les effets vocaux de Butch dans ces courts métrages sont fournis par Jim MacDonald.
Butch apparaît dans l'épisode Robochat de Tic et Tac, les rangers du risque doublé par Jim Cummings. Cette version parle avec un accent de gangster et aide les rangers lorsqu'ils traitent avec le gang de Fat Cat.
Butch est également un personnage récurrent dans les séries télévisées Mickey Mania et Tous en boîte avec des effets vocaux fournis par Frank Welker. Il apparaît comme rival de Pluto dans les dessins animés où il est en vedette.
Dans La Maison de Mickey et Mickey et ses amis : Top Départ !, Pat Hibulaire est montré comme le propriétaire de Butch et ce dernier est représenté avec une fourrure brune. Les effets vocaux de Butch sont ici aussi fournis par Frank Welker.
Butch apparaît dans Les Aventures au Parc de Tic et Tac avec des effets vocaux fournis par David Gasman.

### Salty le phoque
Salty le phoque est un phoque qui apparaît dans des lieux typiques pour un phoque (le cirque, la plage, le zoo, l'Arctique) et agace Pluto pour qu'il le poursuive, ce qui met Pluto dans des situations dangereuses. Salty le sauve généralement, faisant d'eux les meilleurs amis - jusqu'à l'apparition suivante de Salty, où le cycle recommence. Les débuts de Salty ont lieu dans Le Camarade de Pluto (1942), il revient ensuite dans Pluto, chien de secours (1947) et le court métrage particulièrement célèbre Mickey et le Phoque (1948). Salty apparaît également dans les séries télévisées Mickey Mania, Tous en boîte et La Maison de Mickey.

### Dinah le teckel
Dinah le teckel apparaît comme la petite amie de Pluto bien qu'elle sorte parfois avec Butch le bouledogue également. Elle apparaît pour la première fois dans Pluto somnambule. Dans Casanova canin, lorsqu'elle se retrouve à la fourrière, Pluto sauve la situation, devient le héros de Dinah et les deux commencent à sortir ensemble. Dans d'autres dessins animés comme Pluto au pays des tulipes, Les Amours de Pluto et Pluto acrobate, les deux poursuivent leur romance, souvent avec Butch le bouledogue comme rival amoureux de Pluto.
Dinah est récemment réapparue dans plusieurs courts métrages de la série anthologique Mickey Mania et Tous en boîte, où Pluto's Arrow Error montre Dinah comme la petite amie de Butch au départ, sans réel intérêt pour Pluto.

### Dolores l'éléphant
Dolores l'éléphant est un éléphant d'Asie appartenant aux histoires de Dingo. Elle fait ses débuts dans le court métrage La Chasse au tigre (1945), servant de monture à Dingo. Elle apparaît une deuxième fois dans Dingo et Dolorès (1948), en tant qu'éléphant de cirque que Dingo tente de laver. Sa troisième et dernière apparition dans un court métrage a lieu dans Les Cacahuètes de Donald (1953), en tant qu'éléphant dans un zoo dont Tic et Tac tentent de voler les cacahuètes, tandis que Donald Duck, qui est son gardien, tente d'arrêter les chipmunks.
Dolores est nommée d'après la secrétaire de Walt Disney, Dolores Voght.

### Bent-Tail le coyote
Bent-Tail le coyote est un coyote du désert et un adversaire de Pluto. Il tente toujours d'obtenir la nourriture que Pluto garde (principalement du bétail), mais échoue à chaque fois. Il fait sa première apparition dans La Légende du rocher coyote en tentant d'atteindre un troupeau de moutons. À partir du deuxième court métrage Pluto, chien de berger, il a un fils qui travaille avec lui. Ses deux derniers courts métrages en vedette sont Pluto et les Coyotes et Pluto, chien de garde. Une version plus âgée de Bent-Tail apparaît plus tard dans l'épisode du Monde merveilleux de Disney La Complainte du Coyote, où il apprend à son petit-fils (qui est le rejeton du fils de Bent-Tail) comment les humains et les chiens ont rendu la vie d'un coyote misérable. Bent-Tail et son fils apparaissent également dans plusieurs bandes dessinées Disney.

### Pflip
Pflip est l'animal de compagnie d'Iga Biva, un mélange de chien, chat, hippopotame, licorne, lama, lapin, et probablement d'autres animaux également. Il a un système d'avertissement de couleur et vire au rouge pour avertir Iga d'un danger certain.

### Louie le lion
Louie le lion est un puma qui apparaît occasionnellement comme antagoniste à Dingo et Donald. Dans ses histoires avec ces deux personnages, il poursuit souvent les personnages principaux pour tenter de les manger. Contrairement à la plupart des personnages de dessins animés Disney, Louie ne parle pas, mais émet plutôt des grognements ou des grondements représentant la satisfaction, la désapprobation ou l'anxiété. Il est également montré comme très attaché à la nourriture et plutôt intelligent pour planifier des stratagèmes afin d'obtenir ce qu'il veut, bien que ses plans se terminent souvent par des échecs comiques.
La première apparition de Louie a lieu dans Attention au lion où il tente de manger Donald. Dans Donald pêcheur, on découvre qu'il a un fils. Il rivalise plus tard avec Dingo dans Dingo et le Lion et Papa, c'est un lion. Louie rencontre à nouveau Donald dans Donald visite le Grand Canyon qui révèle qu'il a au moins 90 ans (ayant été vu dans le Grand Canyon pendant la guerre de Sécession américaine), dans ce court métrage, il agit comme un antagoniste envers Donald et le ranger J. Audubon Woodlore.
Il apparaît également comme personnage récurrent dans Mickey Mania et Tous en boîte.
Sa classification en tant que personnage non anthropomorphe peut être débattue, car il parle dans certaines bandes dessinées.

### Milton le chat
Milton le chat est un chat siamois roux gingembre et un rival de Pluto avec qui il rivalise souvent pour de la nourriture. Il fait sa première apparition dans le court métrage Pluto n'aime pas les chats (1950) avec son copain Richard. Il apparaît ensuite dans le court métrage Plutopia (1951) où il parle dans le rêve de Pluto, doublé par Jim Backus. Il fait une dernière apparition dans le court métrage Le Chat, le Chien et la Dinde (1951) se battant avec Pluto pour une dinde rôtie mais ils se retrouvent tous les deux bredouilles.

## Personnages de l'univers de Donald Duck
Donald Duck est un personnage secondaire fréquent dans les dessins animés et bandes dessinées de Mickey Mouse jusqu'aux années 1940. Depuis lors, des personnages de l'univers des canards font des apparitions occasionnelles dans les histoires de Mickey Mouse, parmi lesquels les plus courants sont :
Donald DuckL'ami colérique et souvent égoïste de Mickey, habillé en marin et parlant avec une voix semi-incompréhensible.
Daisy DuckLa petite amie de Donald, au tempérament tout aussi dangereux mais à la mine beaucoup plus sophistiquée. Elle est la meilleure amie de Minnie.
Balthazar PicsouL'oncle riche de Donald Duck, qui est le canard le plus riche du monde. Il vit dans la ville de Donaldville et est d'origine écossaise.
Donald DingueL'oncle excentrique de Donald Duck, scientifique, conférencier et psychiatre. Il est introduit en 1961, dans le cadre de l'émission spéciale télévisée de Walt Disney sur NBC.
Riri, Fifi et LoulouDes fauteurs de troubles pour provoquer la célèbre colère de Donald, leurs apparitions ultérieures les montrent comme des héros à part entière et des atouts précieux pour lui et Picsou dans leurs aventures.

## Marque Ajax
Ajax, parfois appelée Ajax Corporation, est une marque qui fait plusieurs apparitions dans les histoires de Mickey Mouse. Un exemple précoce est dans Les Revenants solitaires (1937) où Mickey, Donald et Dingo travaillent pour Ajax Ghost Exterminators. D'autres exemples incluent Ajax Locksmiths (serruriers), Ajax Door Fixers (réparateurs de portes), Ajax Hairbow Wear Sale et Ajax Lost and Found (objets trouvés). Le nom Ajax Corporation fait de nombreuses apparitions dans la série télévisée Mickey Mania et Tous en boîte. Elle est à peu près équivalente à la marque Acme de Warner Bros.. Elle n'a aucun lien avec la société réelle Ajax, un fabricant d'équipements de freinage pour wagons de chemin de fer, ni avec la gamme de produits ménagers Ajax fabriqués et commercialisés par la société Colgate-Palmolive, et précède l'introduction de l'ajax nettoyant par Colgate-Palmolive en 1947.
- Dans Donald, ramenez-le vivant (1946), Donald travaille pour le cirque Ajax.
- Dans Voix de rêve (1948), Donald prend des pilules Ajax Voice Pills.
- The Little House (en) (1952) met en scène une entreprise appelée Ajax Wrecking - Moving (Démolition - Déménagement).
- Dans l'épisode de Le Monde merveilleux de Disney Duck for Hire (1957), Donald Duck visite l'agence pour l'emploi Ajax Employment Agency.